# Stadt.Wand.Kunst
Stadt.Wand.Kunst ist ein vom Kulturzentrum Alte Feuerwache in Mannheim ins Leben gerufenes Projekt zur Bemalung von Häusern in der Stadt mit großflächigen Wandgemälden (sog. Murals) durch nationale und internationale Künstler aus der Streetart-Szene. Dieses wurde im Jahr 2013 begonnen und soll letztlich in eine Art öffentliche Galerie im urbanen Raum münden.

## Idee und Geschichte
Stadt.Wand.Kunst basiert auf einer Kooperation der Alten Feuerwache Mannheim mit der städtischen GBG – Mannheimer Wohnungsbaugesellschaft, dem Kulturamt der Stadt Mannheim und dem Heidelberger Sprühfarbenhersteller Montana-Cans, gefördert durch den Innovationsfonds des Ministeriums für Wissenschaft, Forschung und Kunst Baden-Württemberg. Die Idee besteht darin, jährlich im Sommer nationale und internationale Streetart-Künstler einzuladen, die großflächige freie Hausfassaden in zentralen Stadtteilen Mannheims gestalten. Somit entsteht für die breite Öffentlichkeit bei freiem Eintritt an prominenten Örtlichkeiten zeitgenössische Kunst, deren Entstehen ebenfalls frei mitverfolgt werden kann. Daneben sollen auch regionale Nachwuchskünstler die Chance bekommen, Erfahrungen mit Großformaten zunächst an Wänden von Abrisshäusern zu sammeln.

## Werke
Zwischen 2013 und 2024 sind in Mannheim insgesamt 51 Wandbilder des Projekts Stadt.Wand.Kunst entstanden, die zum Nachdenken anregen und Geschichten erzählen sowie Kunstwerke, die teilweise knallbunt gegen das Grau der Stadt ankämpfen. Fast alle Hauswände dafür stellt bislang die GBG. Fünf der Murals existieren bereits nicht mehr, da die betreffenden Gebäude mittlerweile planmäßig abgerissen wurden. Vergänglichkeit ist auch ein Teil von Streetart. So sind aktuell 46 Wandbilder erhalten. Das Projekt soll fortgesetzt werden.

## 2013, 2014

### My Superhero Power is Forgiveness – Herakut (2013)
Das erste Werk im Rahmen des Projekts befindet sich über sechs Etagen auf der Hauswand eines Wohnblocks in F 6, 1–5  in Mannheim-Innenstadt. Das Mural mit der als „Lily“ bezeichneten Mädchenfigur des Künstlerduos Herakut, Hera (Jasmin Siddiqui, Frankfurt) und Akut (Falk Lehmann, Schmalkalden), bildet eine Seite für deren Buchprojekt „Giant Storybook Project“, dessen Einzelteile auf Häuserfassaden in der ganzen Welt zu finden sind. Sie haben als Herakut schon in Großstädten wie Los Angeles, Toronto, Kathmandu, San Francisco, Melbourne gearbeitet. Das Wandbild ist durch ein textliches Motiv dreisprachig (deutsch, türkisch, englisch) ergänzt: „Meine Super-Heldenkraft ist das Verzeihen“, „Benim süper kahraman gücüm affedebilmemdir“,  „My Superhero Power is Forgiveness“.

### The Modern Thinker – Aske (2014)
Das aus einzelnen, farbintensiven Flächen zusammensetzte Werk des international als Graffiti-Künstler, Grafiker und Illustrator für comicartige Motive bekannten Künstlers Dmitri Aske aus Moskau befindet sich an der Stirnseite eines Wohnblocks, in F 6, 8 , Mannheim-Innenstadt. Die Figur des orientiert sich an der Plastik „Der Denker“ des französischen Bildhauers Auguste Rodin (1840–1917).

Wandbilder 2013, 2014
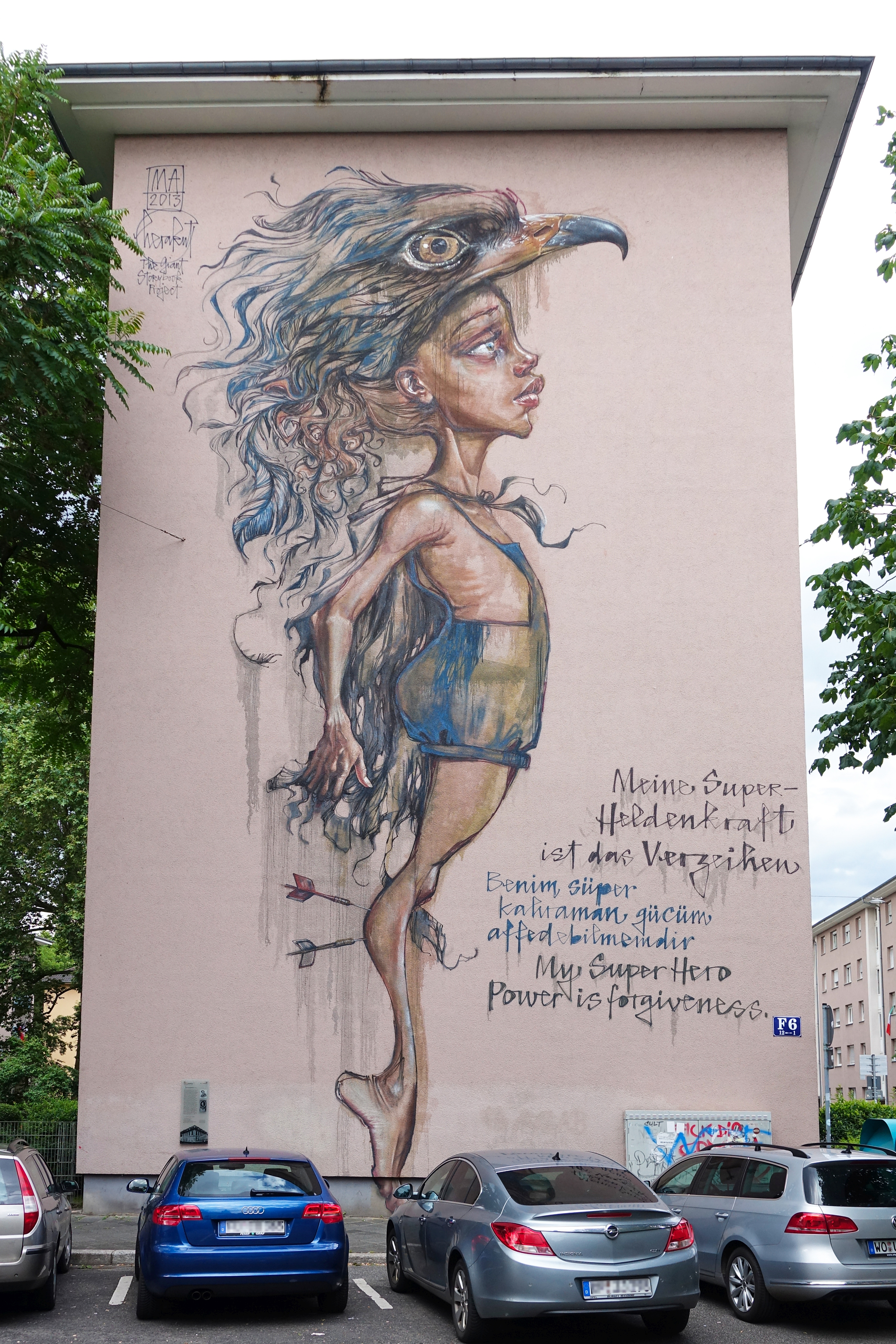
My Superhero Power is Forgiveness – Herakut
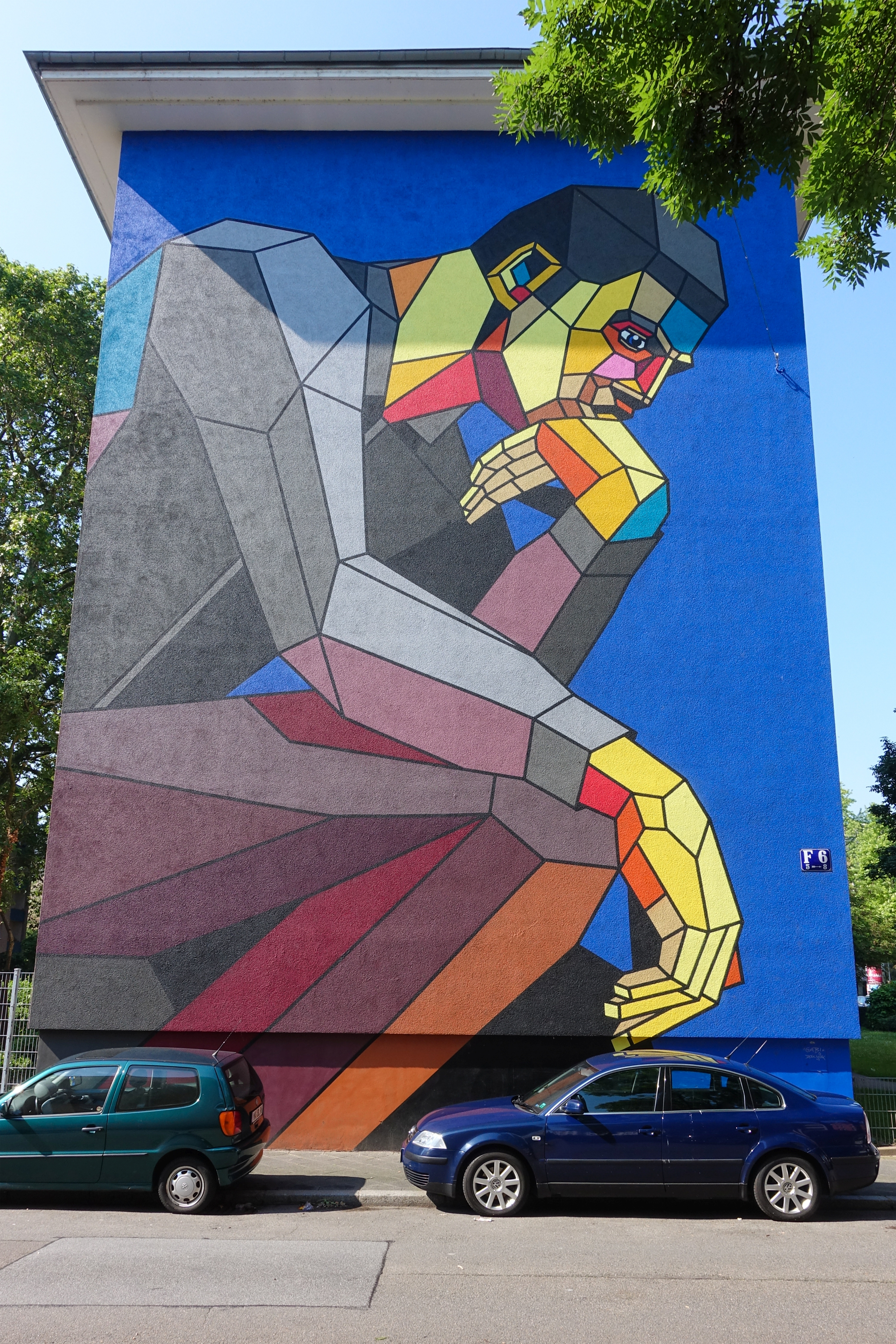
The Modern Thinker – Aske

## 2015

### Rhythm – Stohead
Der Berliner Künstler Christoph Hässler alias STOHEAD verarbeitet Schlagworte und Textpassagen mittels abstrahierter kalligraphischer Schriftzeichen in sich wiederholende Buchstabenmuster. Das Wandbild in S 5, 12-17 , Mannheim-Innenstadt, wurde über fünf Etagen in Acryl und Sprühfarben auf Fassade realisiert.

### Motion – Sobekcis
Das erste Werk des Projekts außerhalb der Quadrate der Mannheimer Innenstadt wurde in der Zeppelinstraße 20–24 , Mannheim-Neckarstadt, mit „Motion“ des aus Belgrad stammenden Künstlerduos Sobekcis realisiert. Mit Acryl und Sprühfarben auf Fassade wurde ein buntes, abstraktes Wirrwar aus grafischen, geometrischen Körpern und Mustern sowie in leuchtenden Farben gefüllter umrandeter Flächen auf mehreren Ebenen geschaffen.

### Insomnia – Satone
Das Wandbild „Insomnia“ in der Kleestraße 6 , Mannheim-Neckarstadt, stammt von dem in Venezuela geborenen und in München aufgewachsenen Künstler Rafael Gerlach alias SatOne. Der gelernte Grafikdesigner verwendet geometrische Abstraktionen und futuristisch anmutende Formen mit kräftigen Farben.

Wandbilder 2015
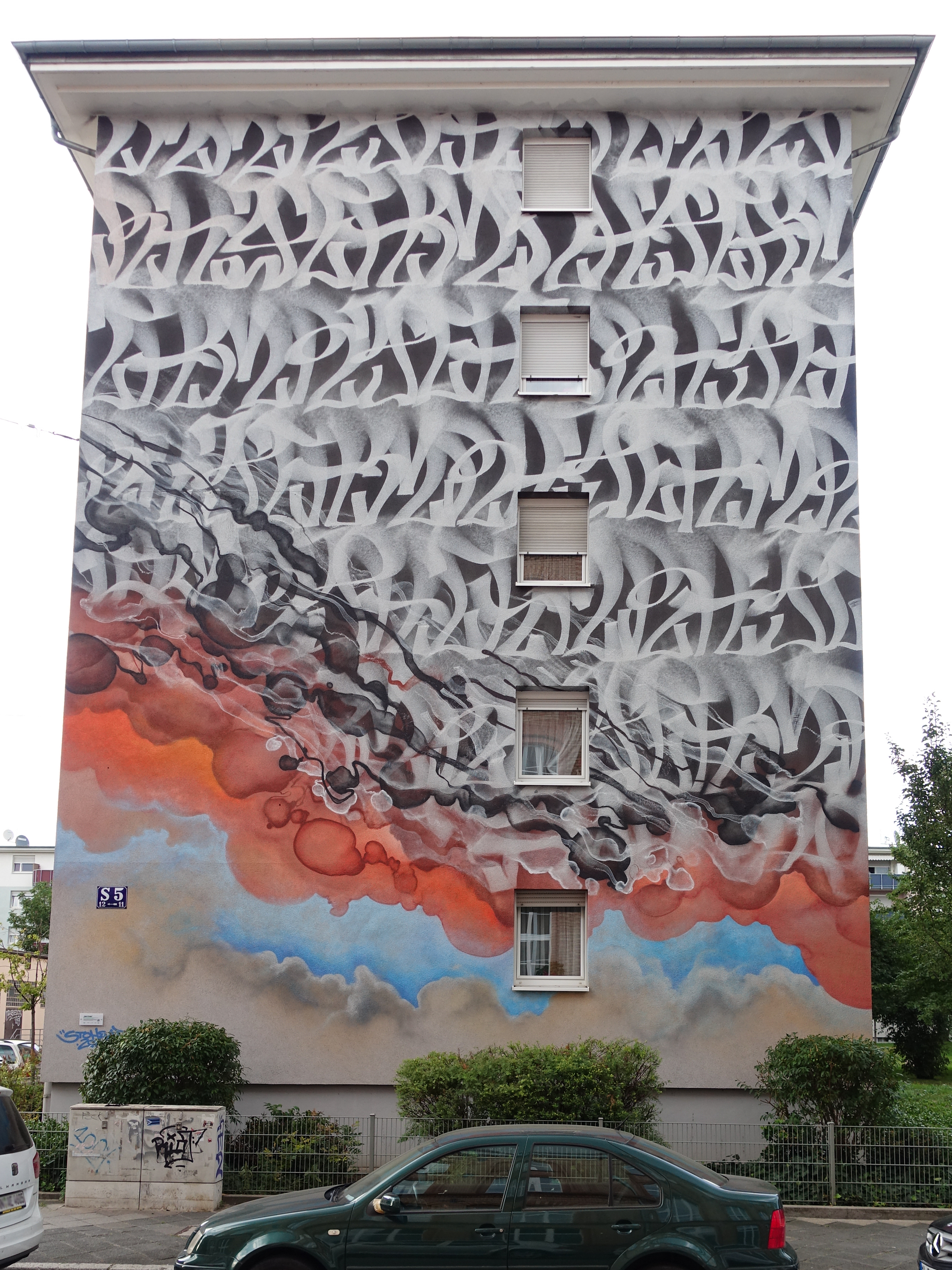
Rhythm – Stohead
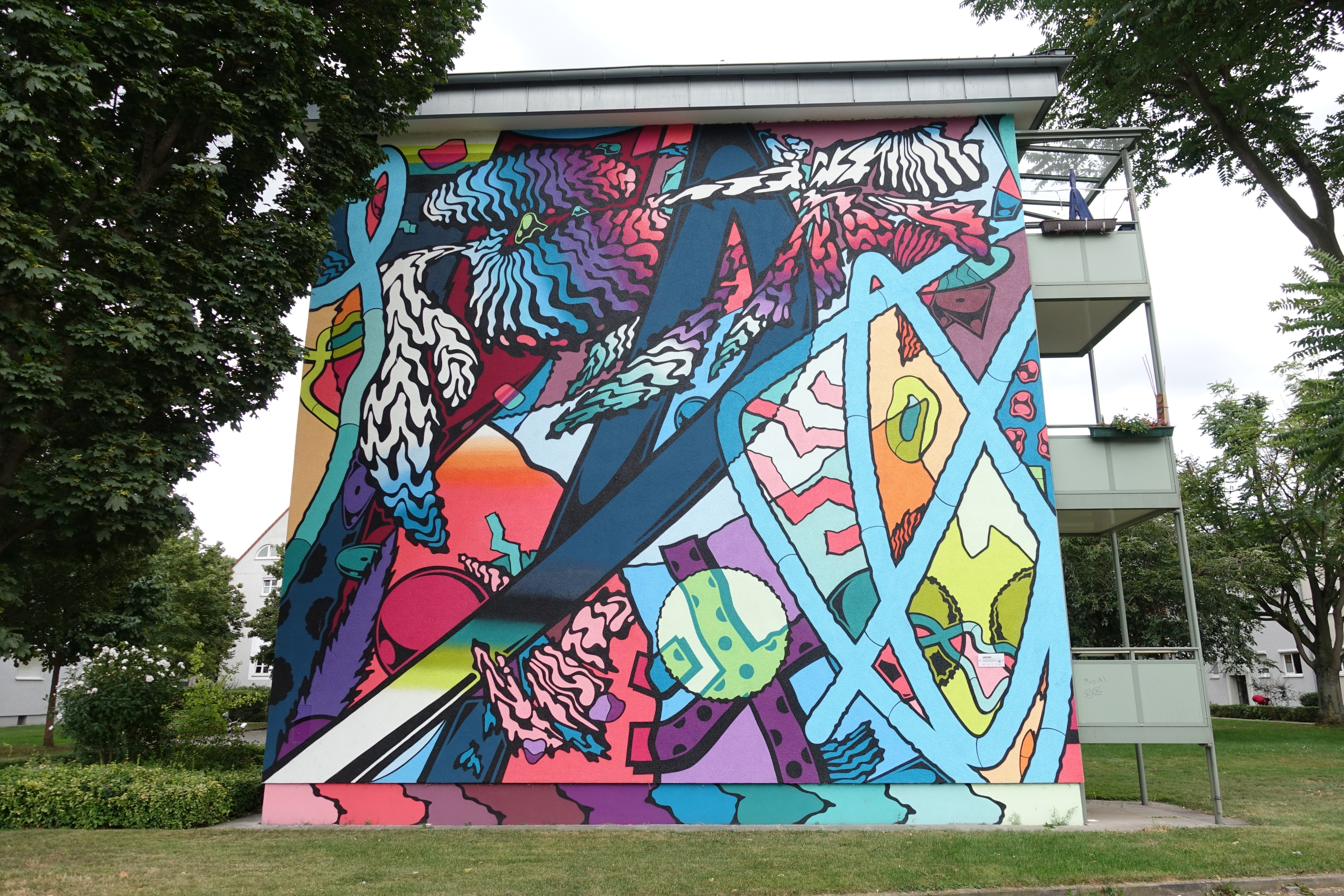
Motion – Sobekcis
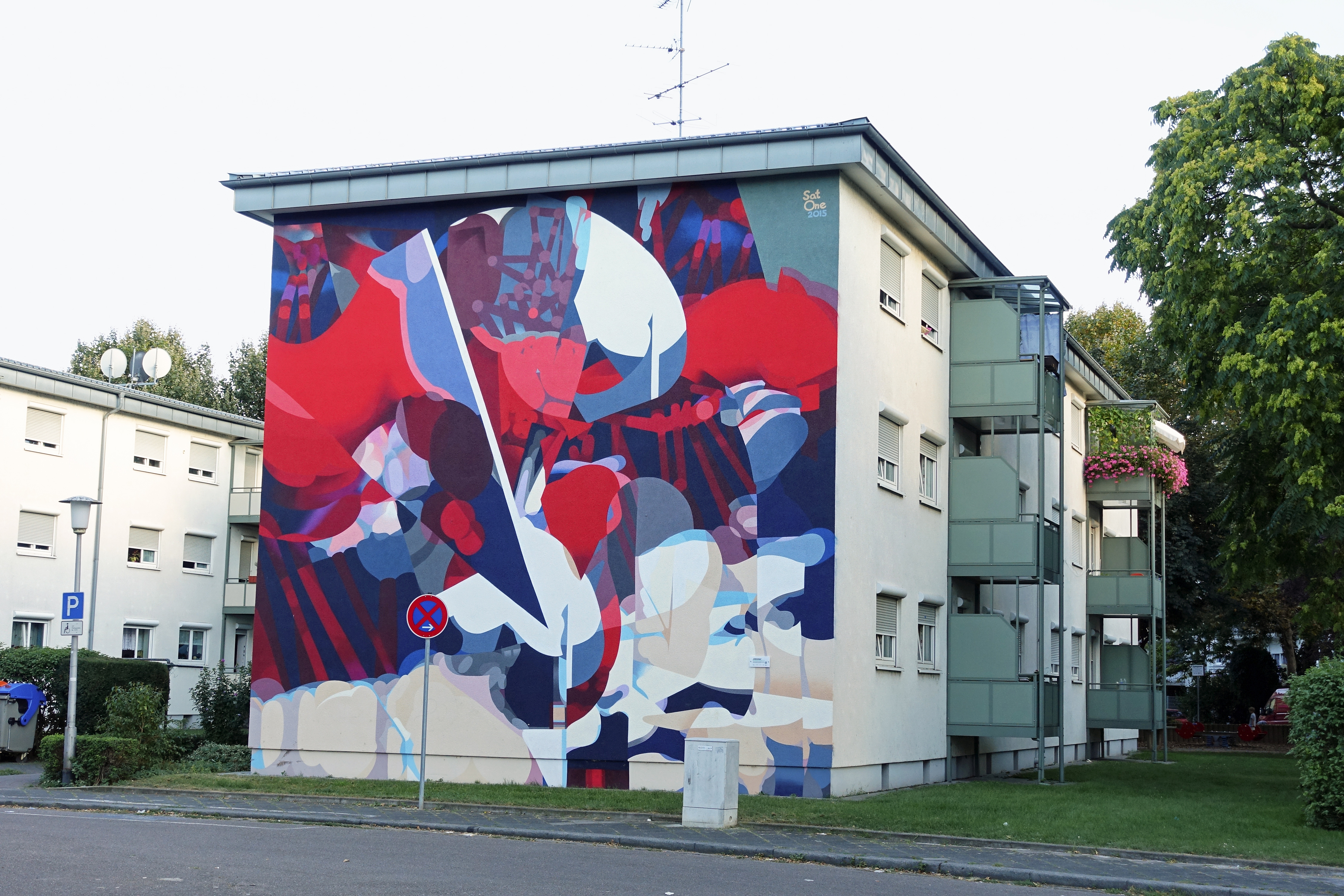
Insomnia – Satone

## 2016

### Baseball Sketch – Sainer
Der Künstler Sainer schuf in der Waldhofstraße 59 , Mannheim-Neckarstadt, eine comic-ähnliche, unbunte und skizzenhafte Darstellung einer Baseballszene, die auch an die Vergangenheit Mannheims mit zahlreichen US-amerikanischen Einwohnern erinnert. Sainer ist mit Bezt (siehe unten) als Künstlerduo unter dem Pseudonym ETAM CRU in der polnischen und internationalen Graffiti- und Kunstszene bekannt.

### Europe – Bezt
Der polnische Künstler Bezt schuf in E 7, 22 , Mannheim-Innenstadt, ein mystisch, fast trist anmutendes Bild in Blaugrau und weiteren dunklen Farbtönen, das den Betrachter nachdenklich stimmt. Üblicherweise arbeitet er mit Sainer (siehe oben) zusammen als Künstlerduo unter dem Pseudonym ETAM CRU.

### Véra – Hendrik ECB Beikirch
Das bislang größte Bild für Stadt.Wand.Kunst belegt die komplette, zur B 38 zeigende Frontfassade des Wohnblocks mit 13 Stockwerken in der Brandenburger Straße 44  in Mannheim-Vogelstang. Das von Hendrik ECB Beikirch (Koblenz) geschaffene Véra-Porträt erstreckt sich mit 43 Metern Höhe und 37 Metern Breite über rund 1300 Quadratmeter. Das Porträt dieser Frau aus Sibirien ist Teil der „Sibirien“-Serie von Hendrik Beikirch.

Wandbilder 2016
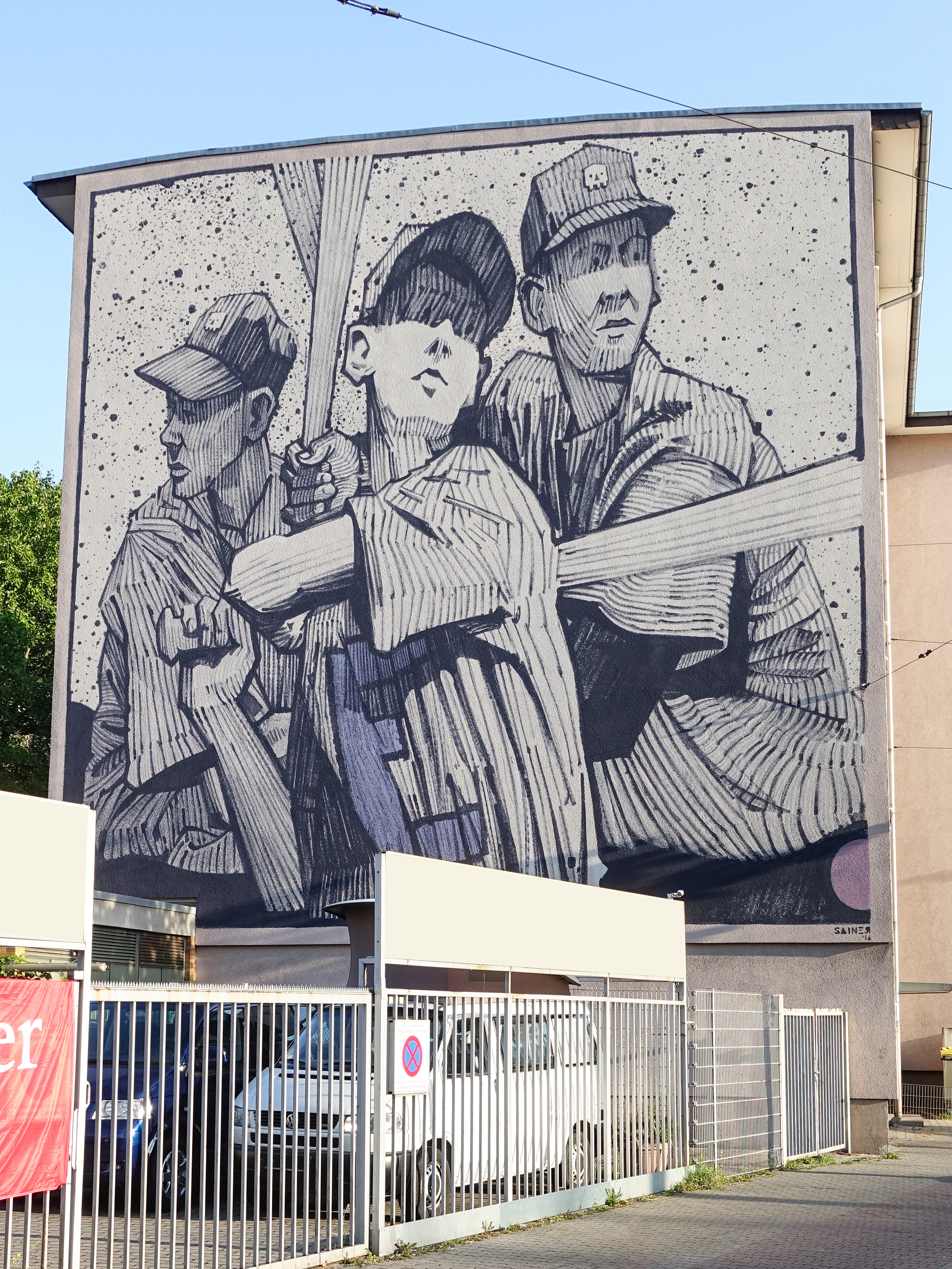
Baseball Sketch – Sainer
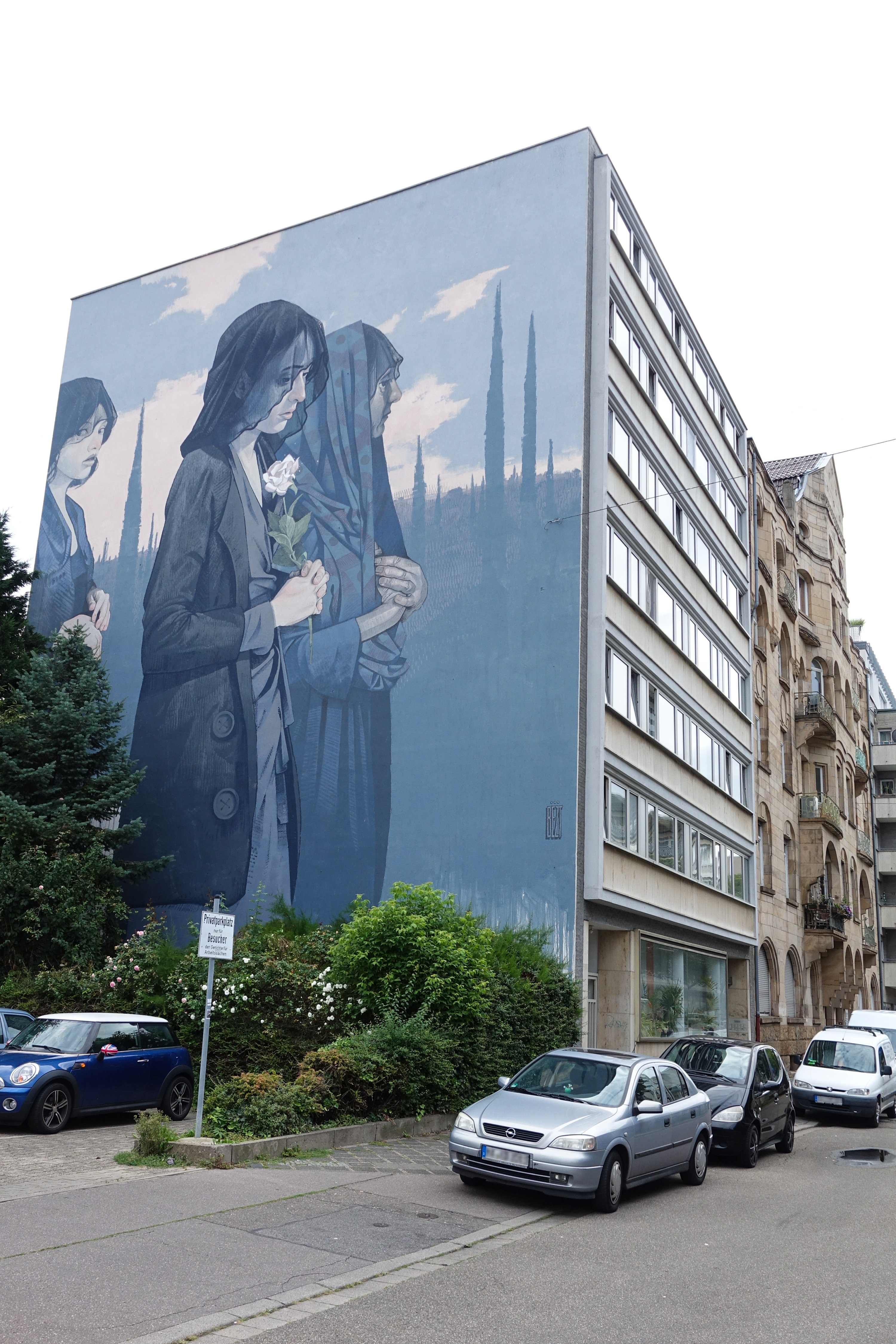
Europe – Bezt
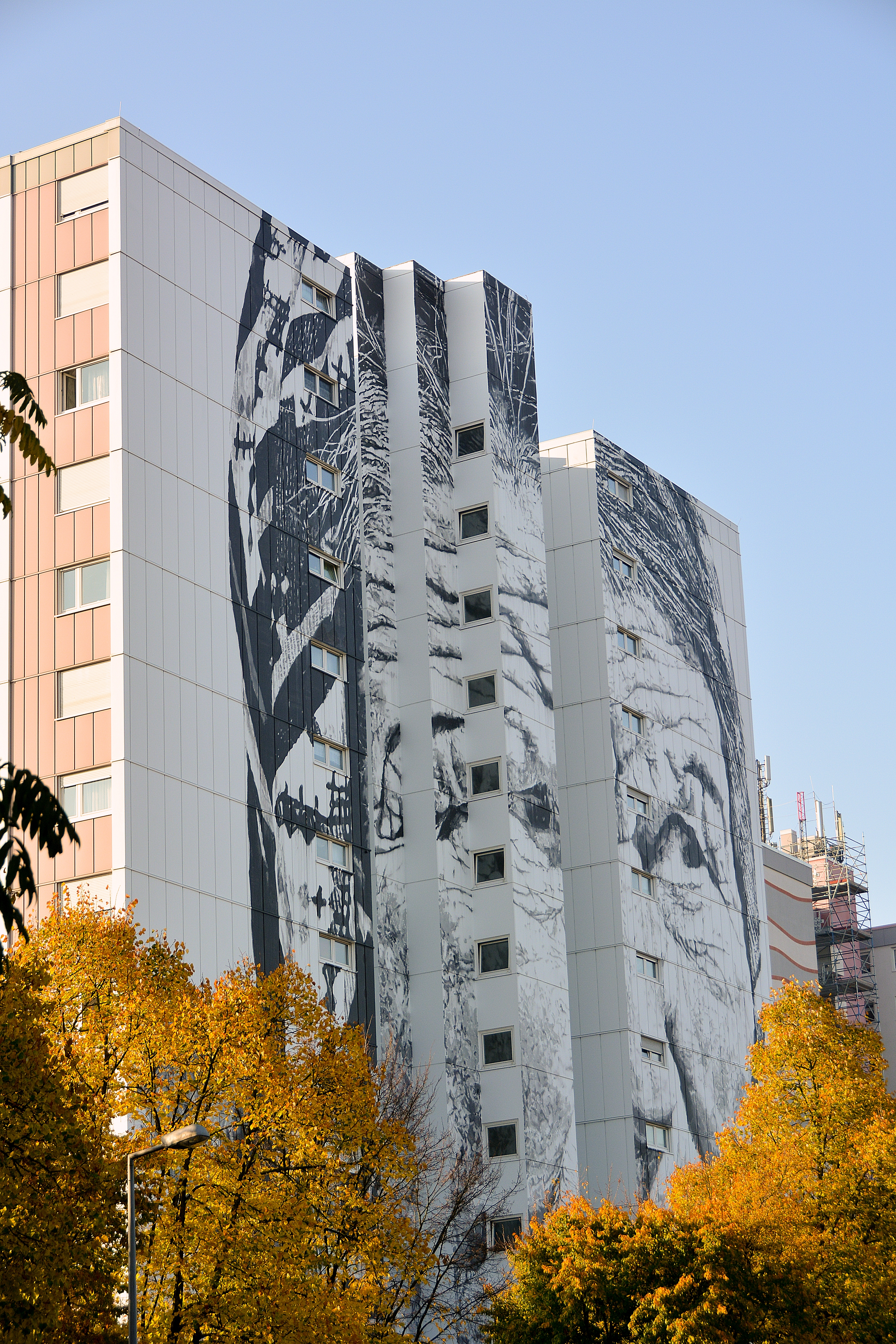
Véra – Hendrik ECB Beikirch

## 2017

### Untitled – Alexey Luka
Alexey Luka aus Moskau gilt als einer der talentiertesten, jungen Künstler der russischen, zeitgenössischen Kunstszene. Sein Beitrag zu Stadt.Wand.Kunst schmückt die Klinkerfassade des Jugendkulturzentrums FORUM an der Neckarpromenade 46  in Mannheim-Neckarstadt, wo seine abstrakten, flächigen Farbelemente mit der umgebenden Architektur harmonieren.

### The inevitability of leaving things behind – Yazan Halwani
Das Werk des Künstlers Yazan Halwani (Beirut) in F 6, 12 , Mannheim-Innenstadt, über sechs Stockwerke beruht auf einer Mischung aus klassischem Graffiti-Writing, arabischer Kalligrafie und figürlicher Malerei, wobei das Motiv mit der Schrift verschwimmt. Das Bild passt zur dortigen Wohnumgebung mit multikultureller Bevölkerung aus unterschiedlichen Ländern. Ein Mann, der einen Koffer packt, thematisiert das Wegziehen und die damit verbundene Unvermeidbarkeit, Dinge zurückzulassen.

### Propagating machine – Nevercrew
Die Schweizer Streetart-Künstler Pablo Togni (Bellinzona) und Christian Rebecchi (Lugano), Absolventen der Brera’s Art Academy in Mailand, gestalteten als Duo „Nevercrew“ das über 100 Quadratmeter große Wandbild am Wohnblock Ulmenweg 40 , Mannheim-Neckarstadt. Das Bild zeigt im unteren Bereich schablonenhaft zweidimensionale Pinguine, von einer Maschine produziert. Darüber schwebt ein heller Kristall, in dem sich die Pinguine teilweise spiegeln, der aber einen Schatten auf die Pinguine wirft. Die Künstler wollen damit den Einfluss von Natur und Zivilisation auf unsere globale Welt sowie deren gegenseitige Beeinflussung symbolisieren.

### New Wave – Low Bros
Das Wandbild „New Wave“ am Wohnblock F 5, 12 , Mannheim-Innenstadt, ist ein Werk des Künstlerduos „Low Bros“, der Brüder Christoph und Florin Schmidt aus Berlin. Das Hintergrundraster aus Rauten auf der Hauswand mit vertikalem Farbverlauf soll sich auf die Quadratestadt beziehen und an die Vergangenheit mit strukturiertem Lebensstil erinnern. Das darauf schwebende digitale Fenster soll zu einem bunten Stadtbild der Gegenwart ergänzen.

Wandbilder 2017
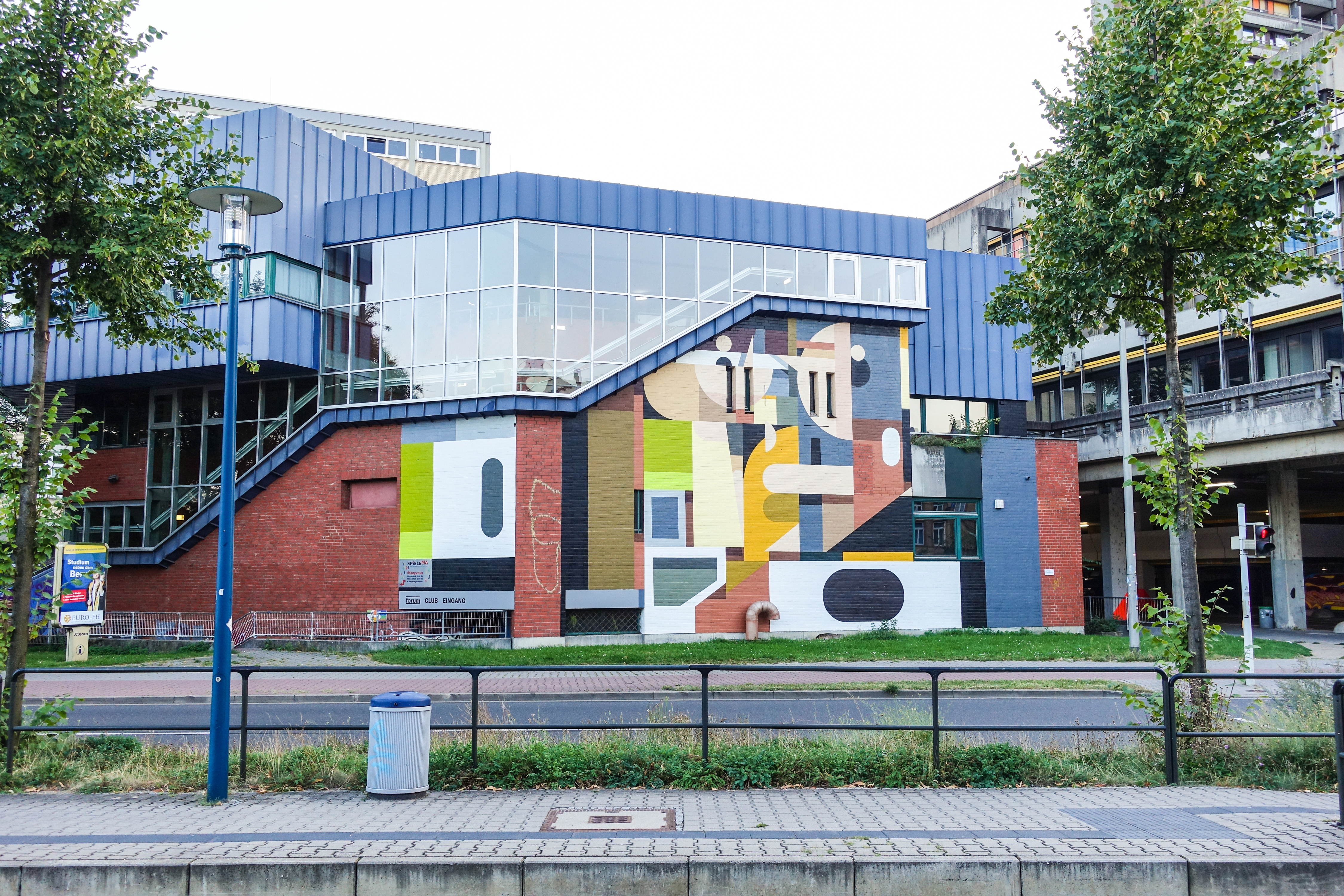
Untitled – Alexey Luka
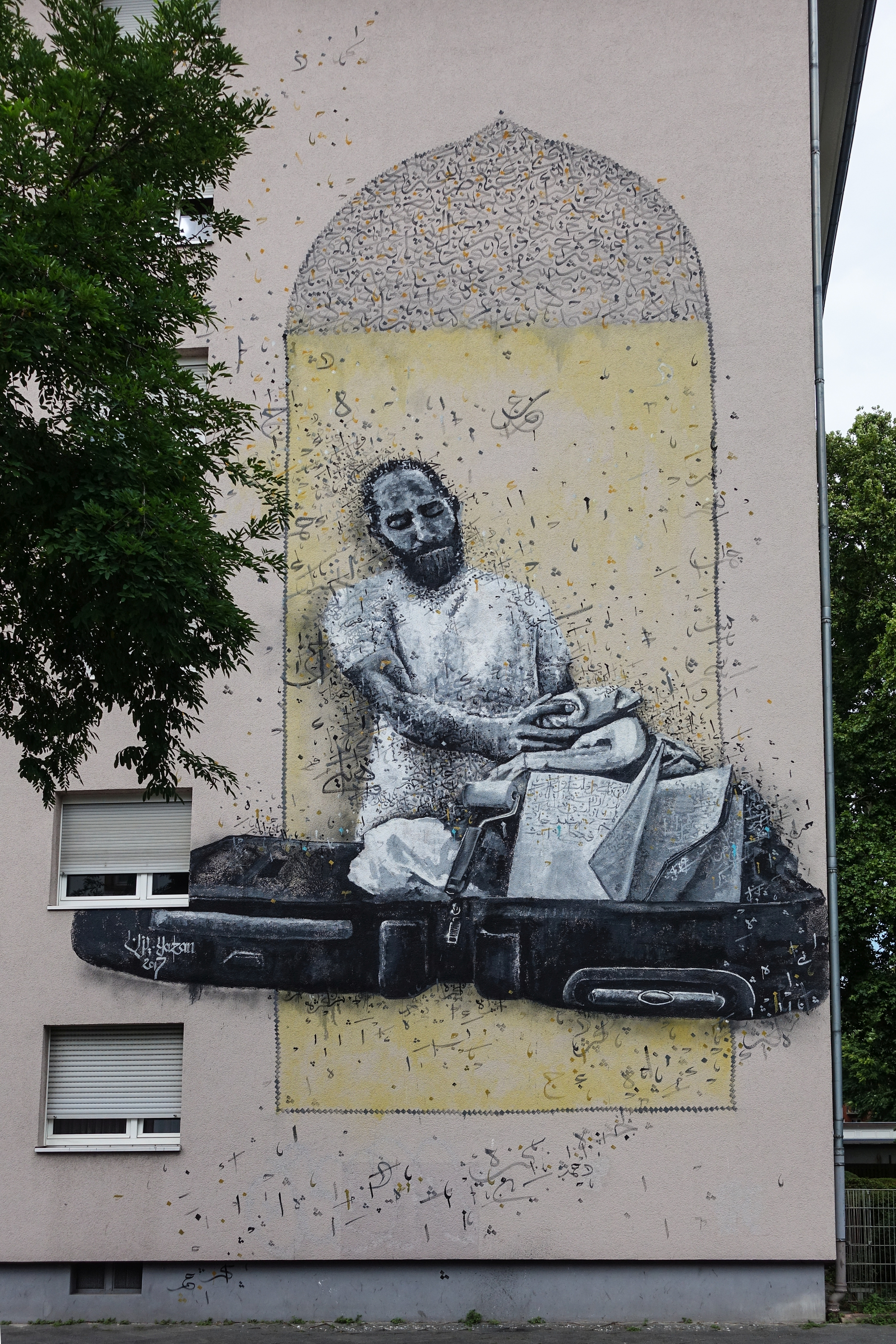
The inevitability of leaving things behind – Yazan Halwani
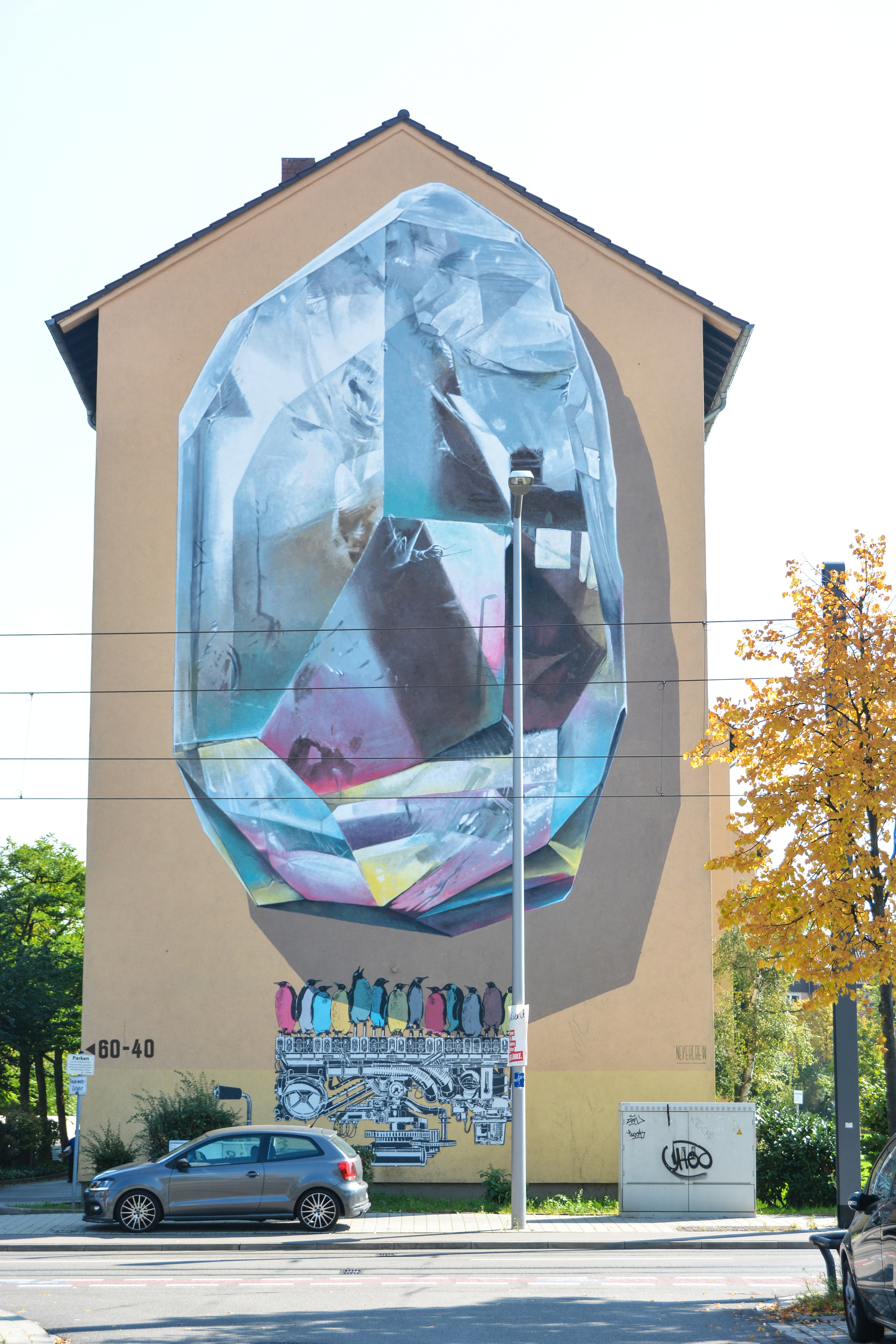
Propagating machine – Nevercrew
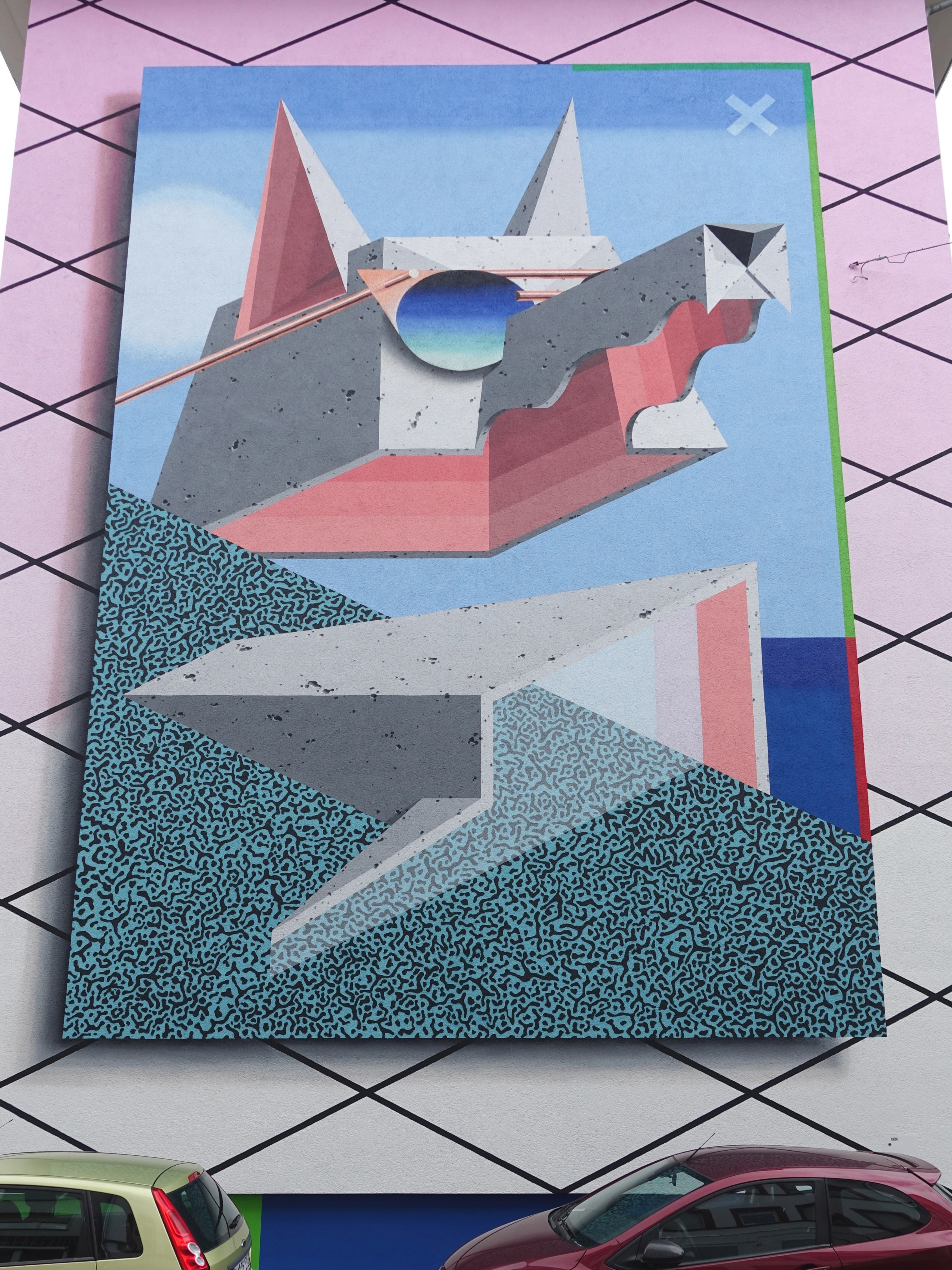
New Wave – Low Bros

## 2018

### Ohne Titel – 1010
Der in Hamburg wohnende und international aktive Künstler 1010 (TenTen) schuf über die komplette Fassade des vierstöckigen Wohnhauses in der Mittelstraße 9 , Mannheim-Neckarstadt, ein modernes Bild mit abstrakten Löchern aus abgestuften bunten Farben und Schattierungen, die einen dreidimensionalen Eindruck erwecken.

### Jump through time – Waone Interesni Kazki
In der Itzsteinstraße 1–3 , Mannheim-Neckarstadt, erstreckt sich das Wandbild des Künstlers WAONE Interesni Kazki, mit bürgerlichem Namen Vladimir Manzhos, aus Kiew (Ukraine), mit surrealistischen Ansätzen auf acht Metern Höhe und 12 Metern Breite über die drei Etagen der Rückseite eines Wohnblocks. Laut Künstler ist das Motiv eine Metapher einer Zeitreise. Die Bäume der Umgebung wurden erst kurzfristig vor Ort in das Bild mit einbezogen.

### 900 dogs by a chocolate factory – The London Police
„The London Police“, Chaz Barrisson und Bob Gibson, Engländer mit Wahlheimat Amsterdam, gestalteten in K 6, 1  in Mannheim-Innenstadt eine Wand der Turnhalle der benachbarten Johannes-Kepler-Schule mit einer comicartigen Illustration aus drei Hunden vor einem Stadthorizont. Als Pioniere der globalen Street-Art-Bewegung haben sie weltweit bereits in über 35 Ländern figurative Arbeiten geschaffen. Mit dem Titel des Wandbilds spielen sie auf eine nahe Schokoladenfabrik im Stadtteil Jungbusch an, deren Geruch zeitweise am Ort des Kunstwerks wahrnehmbar ist.

### Abschied und Neubeginn – Sourati
Nachdem das Gebäude mit dem Mural „Freiheitstesterin“ (2016) abgerissen war (siehe unten), erhielt das Duo SOURATI (Mehrdad Zaeri und Christina Laube) aus Mannheim in H 5, 3 , Mannheim-Innenstadt, die Gelegenheit für ein neues Wandbild „Abschied und Neubeginn“: Eine Frau in Stiefeln und Mantel mit Tasche in der Hand und Katze auf dem Kopf trägt einen Rucksack, aus dem ein Baum ragt, dessen Blütenblätter herabfallen. Es thematisiert Verlassen und Ankommen allgemein, wie auch autobiografische Aspekte der Künstler.

### Aeskulap – Frau Isa
Das Wandbild „Aeskulap“ der Künstlerin und Illustratorin Isa Toman, alias Frau Isa, aus Wien (Österreich) erstreckt sich über etwa fünf Etagen des BGB-Wohnblocks in der Cheliusstraße 1–3,  Mannheim-Neckarstadt (Wohlgelegen-Ost) in unmittelbarer Nähe des Universitätsklinikums Mannheim. So ergibt sich auch die Verbindung zum medizinischen Thema des Wandbilds.

Wandbilder 2018
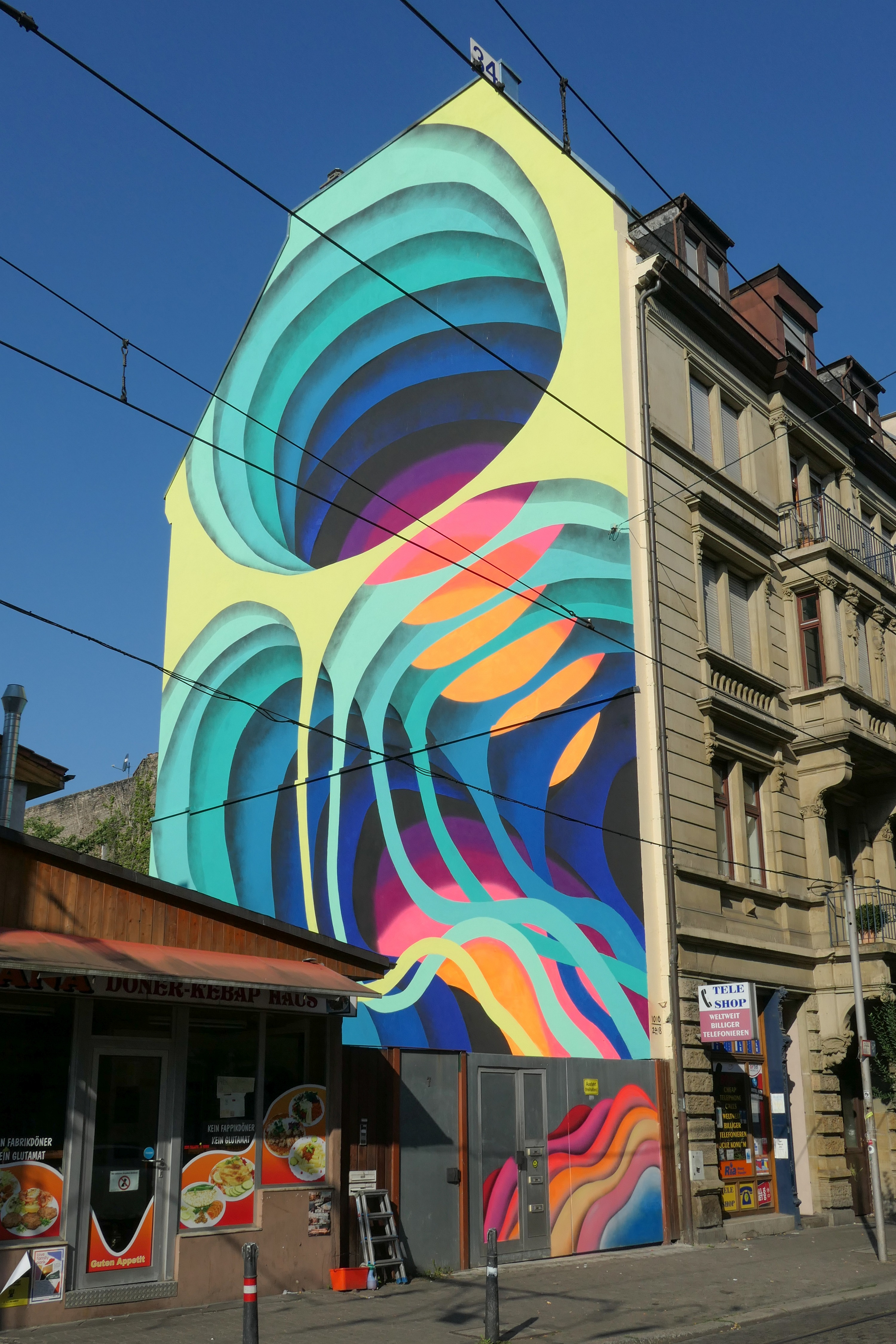
Ohne Titel – 1010
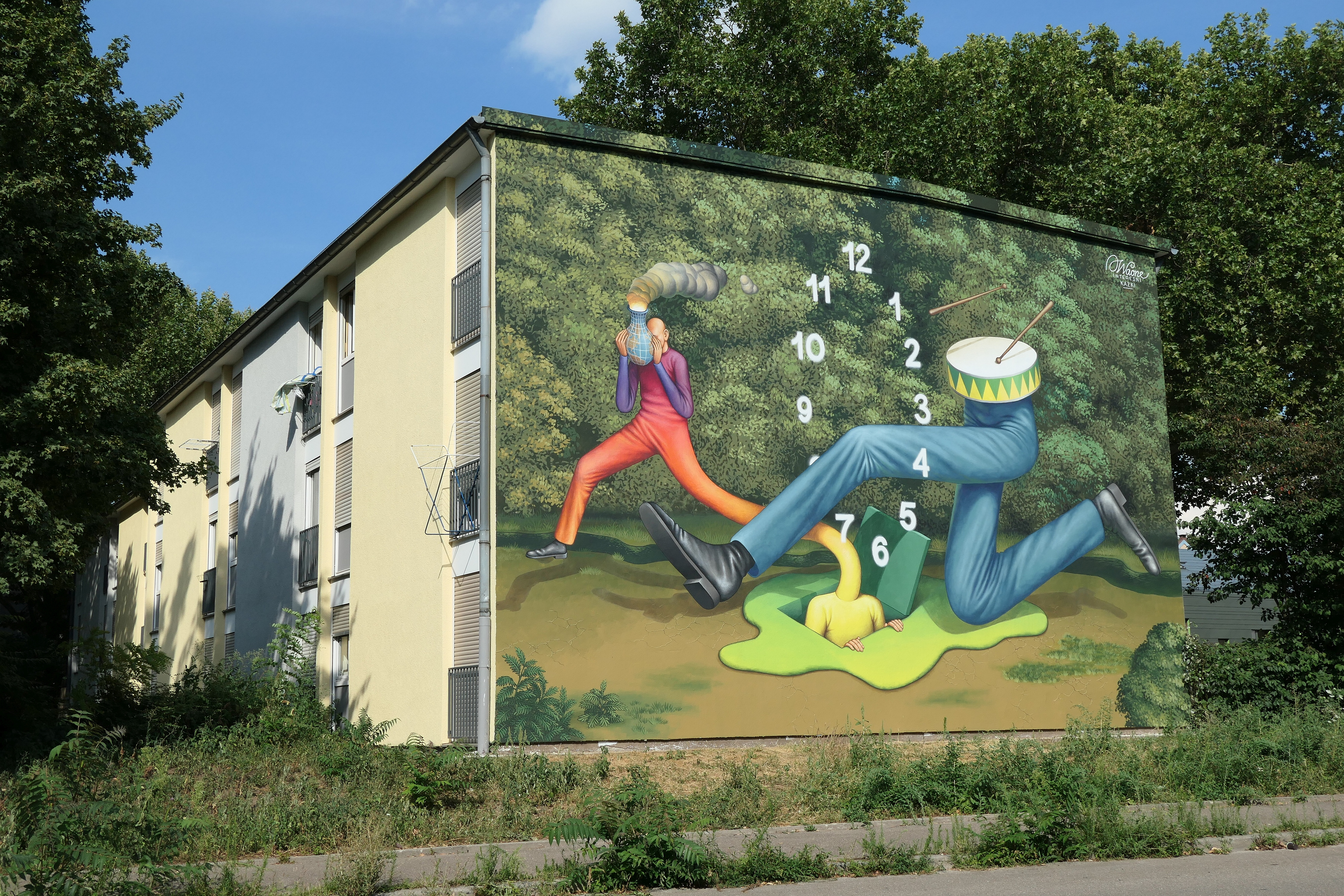
Jump through time – Waone
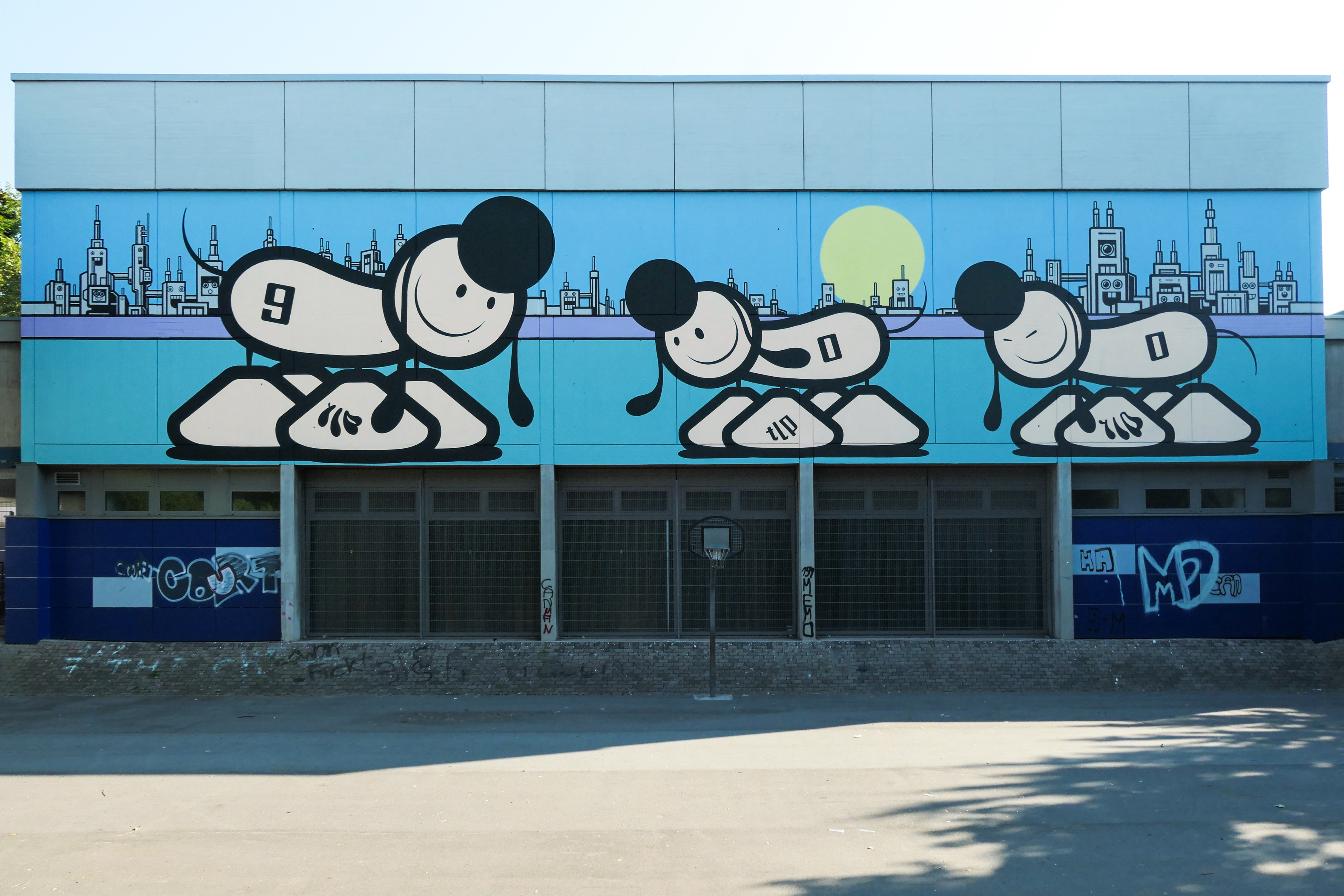
900 dogs by a chocolate factory – The London Police
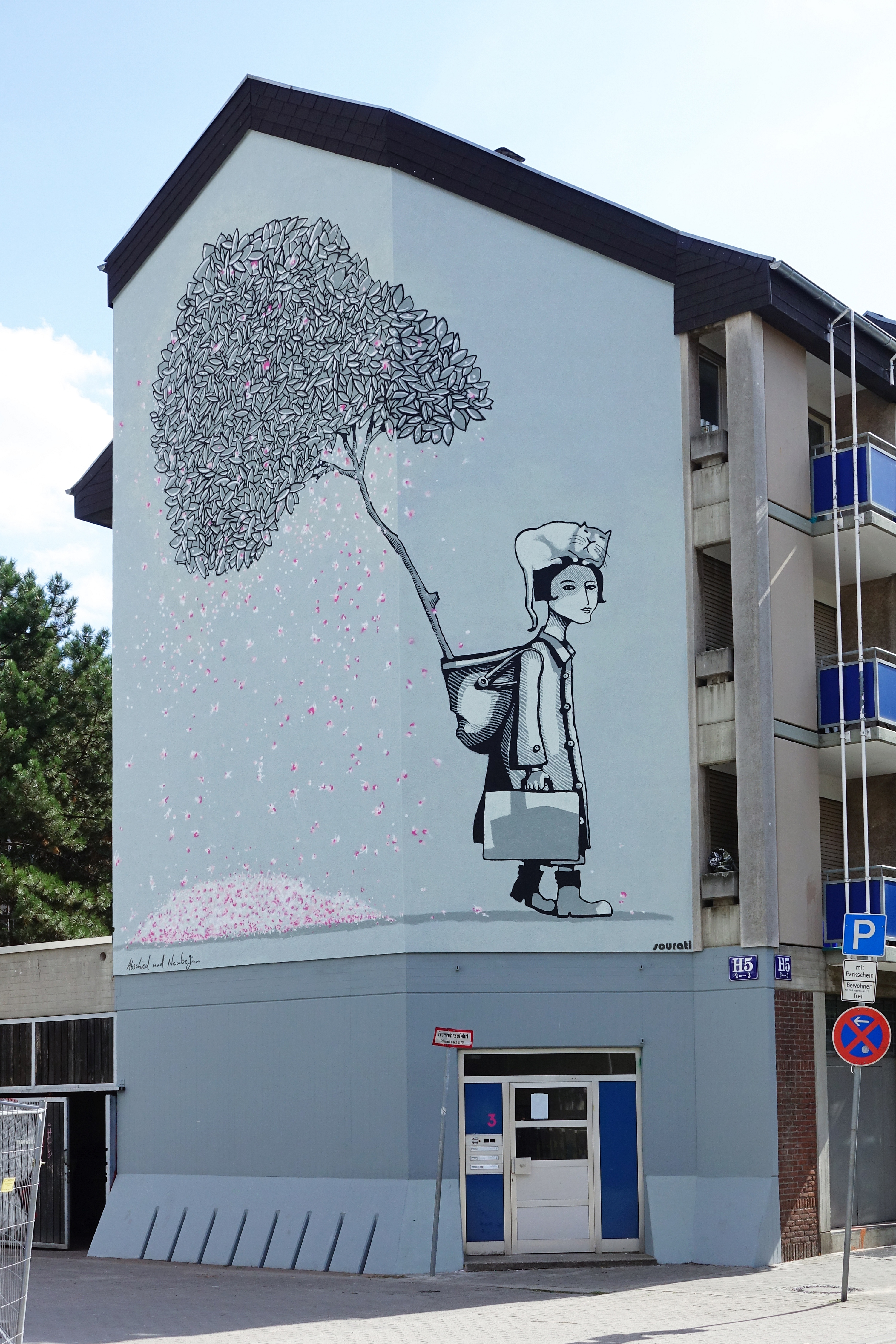
Abschied und Neubeginn – Sourati
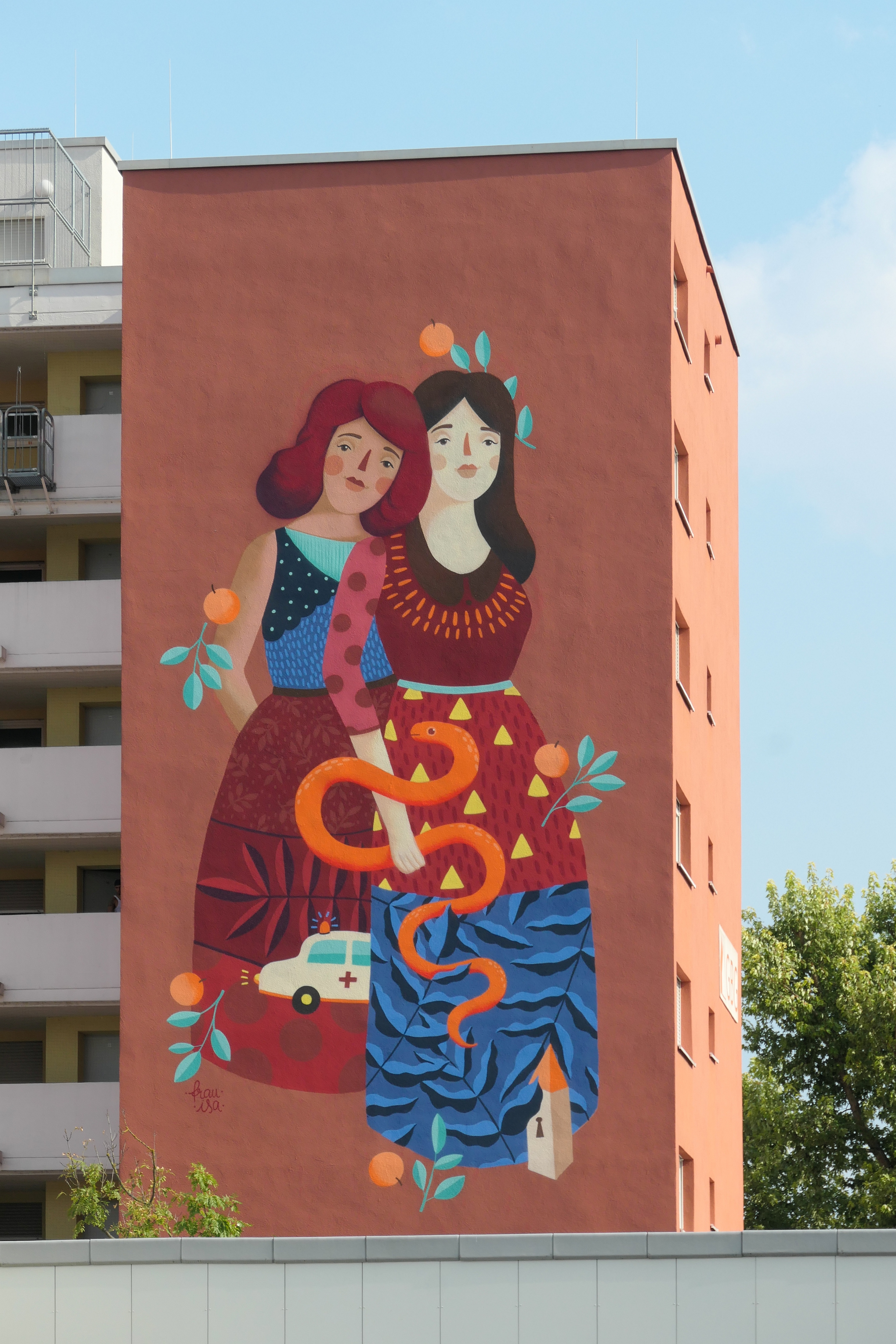
Aeskulap – Frau Isa

## 2019

### Ohne Namen – PEETA
Künstler Manuel Di Rita, alias PEETA, aus Venedig, schuf mit Pinseln und Rollen ein überraschendes Wandbild auf der Fassade eines Privathauses in der Zehntstr. 1, Mannheim-Neckarstadt.  Es erscheint als Trompe-l’œil in optischer Täuschung dreidimensional als überdimensionale Skulptur. Teile scheinen sich surreal zu wölben und aus der Wand herauszubrechen, andere erscheinen wie herausgeschnitten.

### Multicultural Balance – ZOONCHEZ
Der Spanier Ruben Sanchez alias ZOONCHEZ nimmt mit seinem Wandbild „Intercultural Balance“ Bezug auf die Stadt Mannheim und deren Bewohner. Das Bild auf der Fassade eines Mehrfamilienhauses in der Heustraße 13-17, Mannheim-Neckarstadt, besteht aus abstrakten Formen, die bei genauerer Betrachtung ein Fahrrad sowie drei Personen mit Blumenvase bzw. Gitarre und Trompete darstellen.

### Unterwegs - Jens Richter
Auf 26 Metern der Wand zur Unterführung des Hauptbahnhofs Mannheim bei Gleis 1  malte der Mannheimer Künstler Jens Richter einen Hecht, ruhig im Wasser zwischen Stämmen von Bäumen stehend, deren Rinde an Birken erinnert. Das Tier erscheint comichaft, seitlich in grünen Tönen gefleckt, mit in Blau gehaltenem Rücken und grauem Bauch. Dazu kommen orange und weinrote Flossen. Der Titel „Unterwegs“ assoziiert mit dem Bahnhof, bedeutet aber auch, nicht zuhause zu sein, seine Komfortzone zu verlassen.

### PIED PIPER - CASE MA’CLAIM
Der in Frankfurt lebende Künstler Andreas von Chrzanowski, alias CASE, erstellte in fotorealistischer Malerei ein Wandbild auf der zur Friedrich-Ebert-Straße, Mannheim-Neckarstadt, zeigenden Wand der Turnhalle des Ludwig-Frank-Gymnasiums.  Es thematisiert Bewegungen, Richtungen, Vorangehen und Nachlaufen.

### SQUARE - QUINTESSENZ
Zwei Ölgemälde dienten dem Künstlerduo QUINTESSENZ als Vorlage für zwei Wandgemälde an den Stirnseiten von zwei Wohnblocks, George-Washington-Str. 247 bzw. 249, 68309 Mannheim,  im neu entstehenden Mannheimer Wohnquartier Franklin auf dem Areal der ehemaligen US-amerikanischen Benjamin-Franklin-Village. Die Bilder wurden digital farblich von rot nach blau verändert, in Quadrate und Rechtecke zerteilt und als Collagen neu zusammengesetzt. Dabei wurden Sprühdose, Roller und Pinsel verwendet, um Besonderheiten der Ölmalerei nahe zu kommen.

### Girl’s love - OKUDA
Das Mural des spanischen Künstlers an einem Wohnblock der Herzogenried-Bebauung in der Hochuferstr. 33, 68167 Mannheim (Herzogenried)  zeigt in bunter Farbenpracht und unterschiedlichen Stilelementen zwei Frauen, die sich in einer Umgebung aus bunten Pflanzen und Vögeln aneinander schmiegen.

Wandbilder 2019
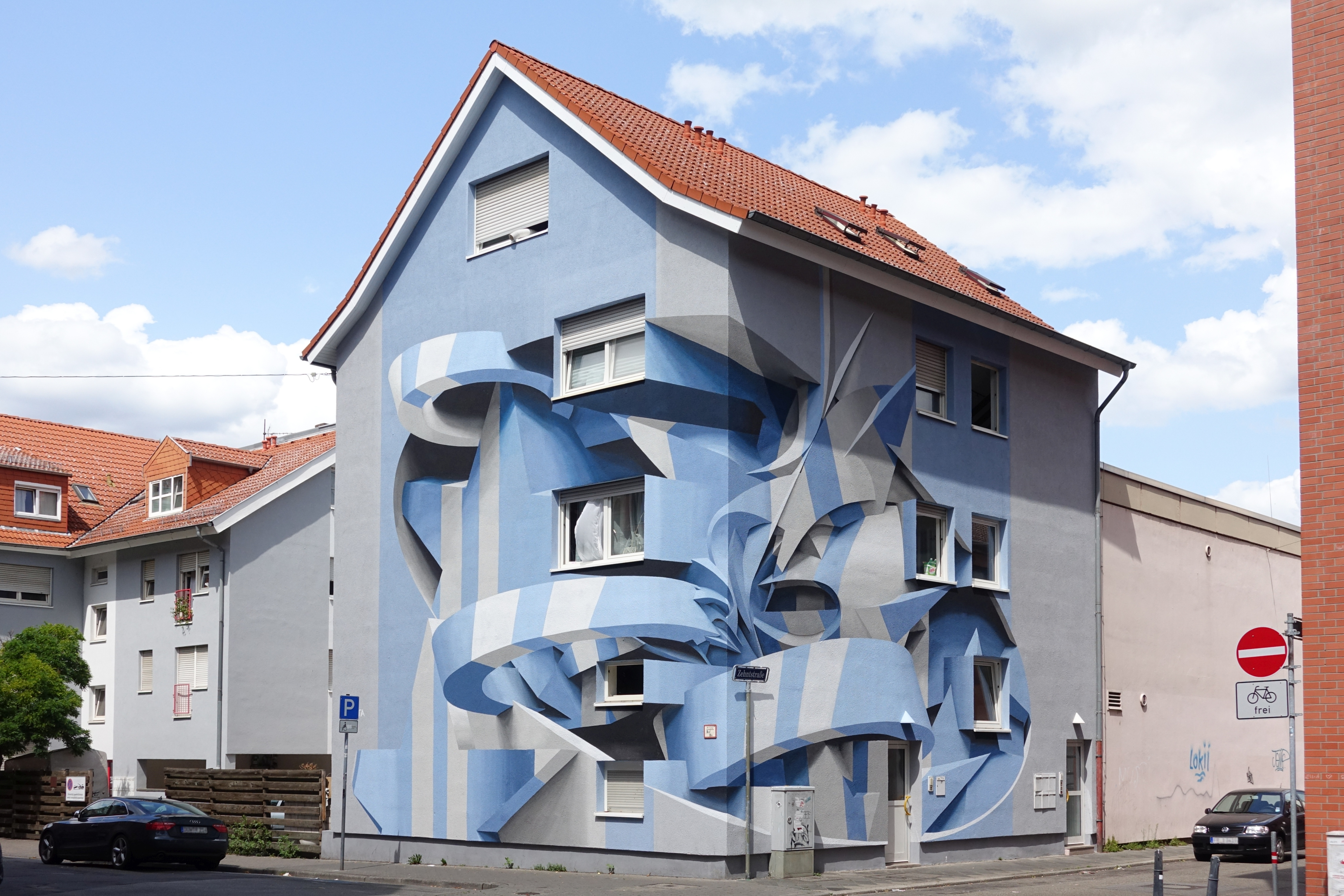
Ohne Namen – PEETA
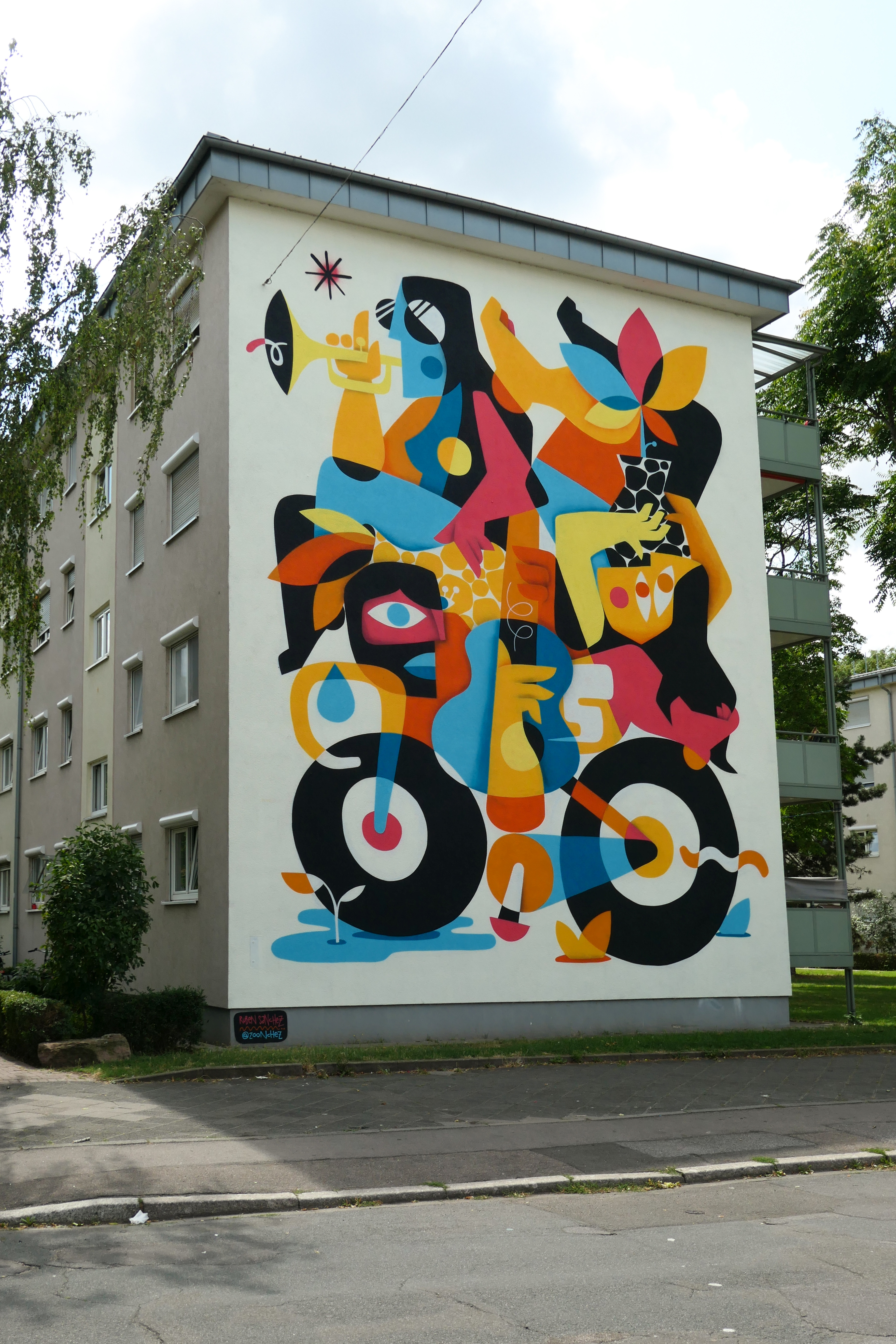
Multicultural Balance – ZOONCHEZ
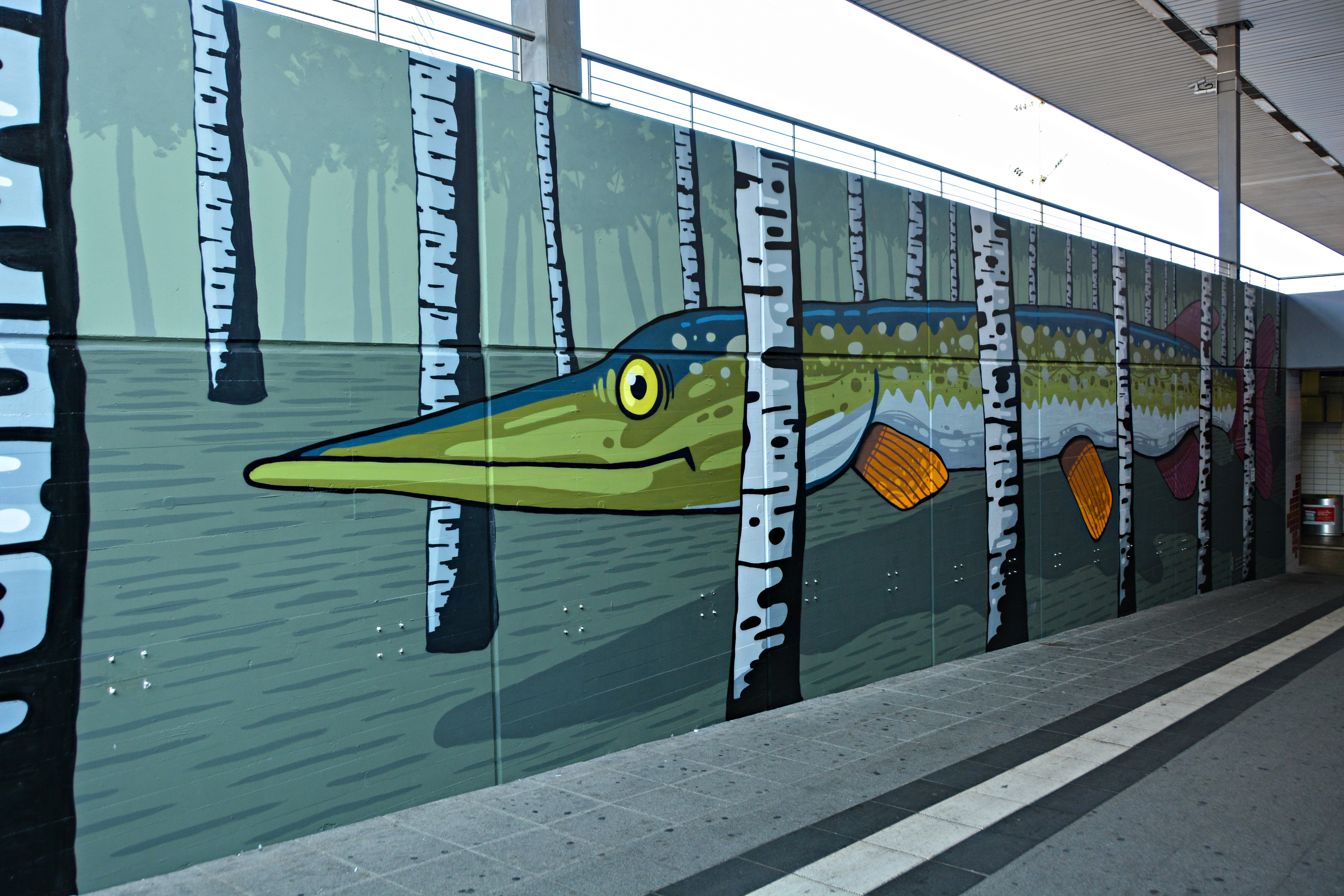
Unterwegs – Jens Richter
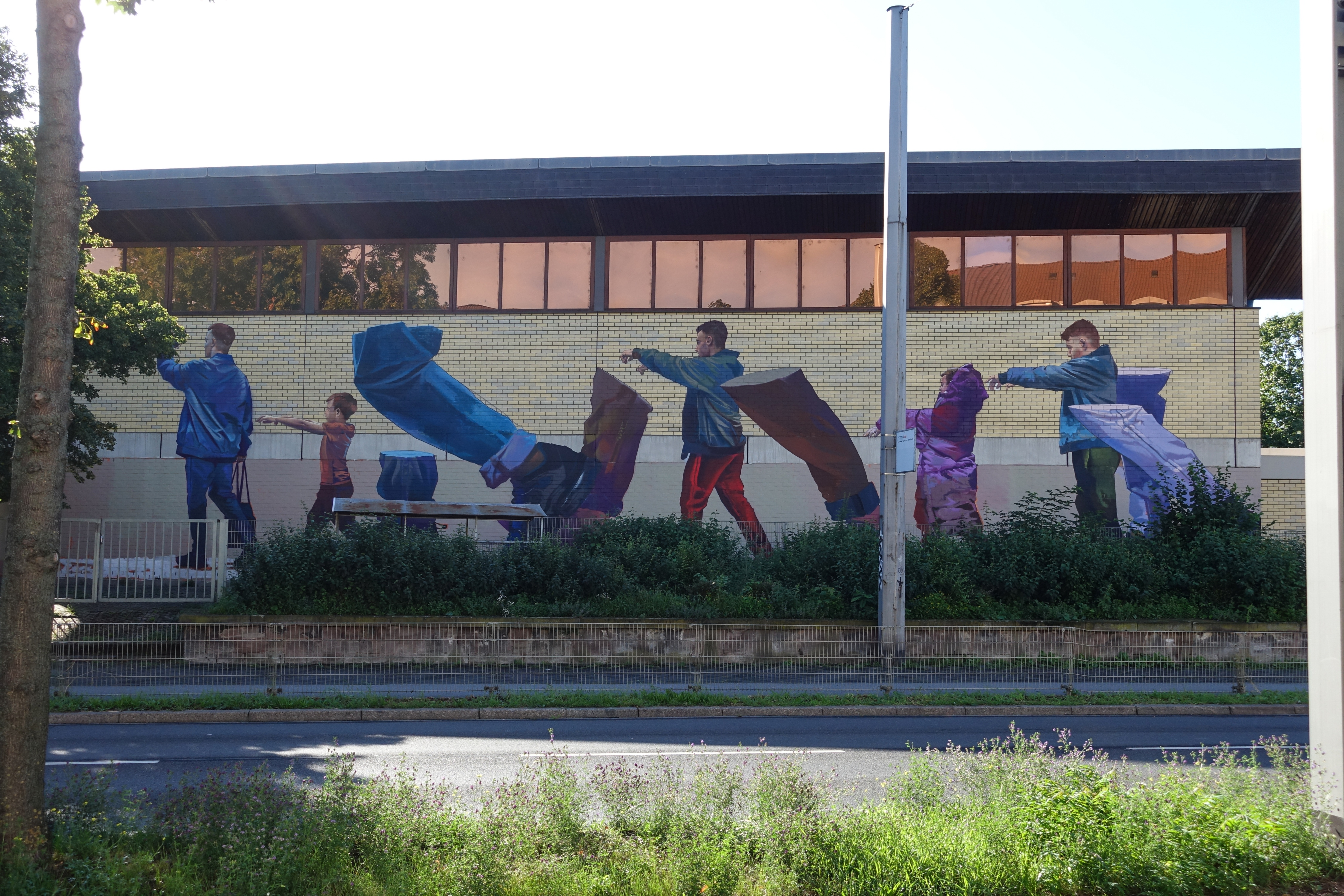
CASE MA’CLAIM – PIED PIPER
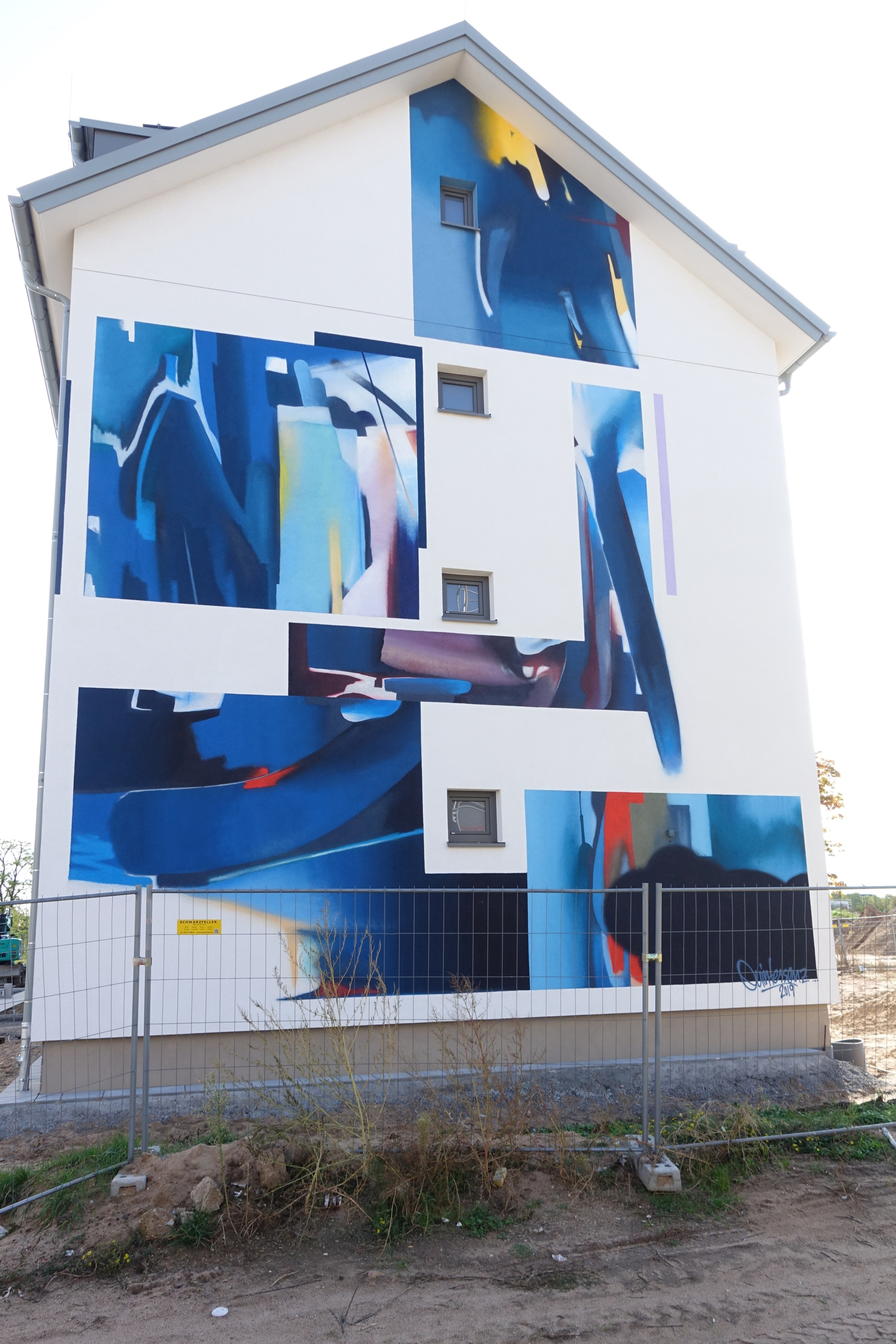
SQUARE – QUINTESSENZ
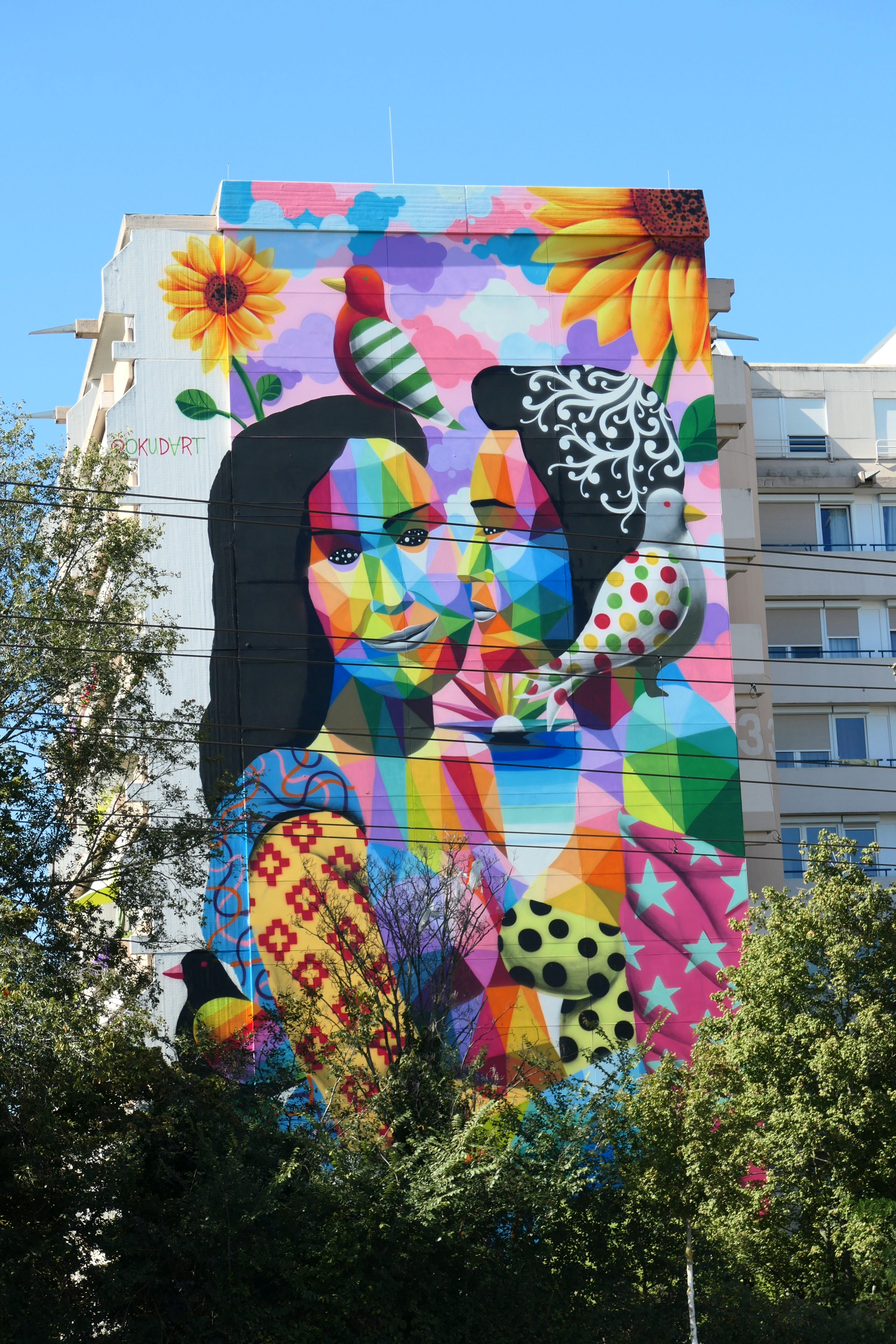
Girl’s Love – OKUDA

## 2020

### Silence – SOURATI
Das Wandbild „Silence“ des Künstlerduos Christina Laube und Mehrdad Zaeri alias SOURATI zeigt an einer Fassade in der Mannheimer Innenstadt in O 4, 2,  ab dem zweiten Obergeschoss sehr reduziert eine weibliche Figur. Diese neigt sich in dunklem Kleid seitlich am Verlauf von Hauswand und Dach entlang und hält in ihrer linken Hand eine Schnur, an der senkrecht nach unten ein Glöckchen hängt. Der Titel „Silence“ bezieht sich auf die Zeit des Entwurfs während des Shutdown anlässlich der COVID-19-Pandemie. Inspiriert ist die Darstellung vom Bild einer Tänzerin der britischen Künstlerin Cathy Cullis.

### Stairway To Heaven – BOND TRULUV
Mit „Stairway To Heaven“ gestaltete BOND TRULUV (Jonas Ihlenfeldt) aus Leipzig die Stirnseite eines Wohnblocks in Mannheim, Zeppelinstraße 32-34a.  In dem dreidimensional erscheinenden Wandbild steigt eine Treppe gewinkelt frei stehend über mehrere Etagen nach oben. Zwei griechische Säulen, eine Anzahl von Glaskugel-Obejkte und abstrakte Formen ergänzen das Bild. Der Künstler ist aktuell einer der innovativsten Urban Contemporary Artists.

### Gegen das Vergessen – AKUT
Basierend auf überlebensgroßen Porträts von Holocaust-Überlebenden des Mannheimer Fotografen und Filmemachers Luigi Toscano schuf der Spray-Künstler AKUT alias Falk Lehmann in F 6, 5–8,, Mannheim-Innenstadt, das Wandbild „Gegen das Vergessen“. Das 14 Meter hohe und zehn Meter breite Kunstwerk zeigt Porträts von Horst aus Gelsenkirchen und Bella aus Kaunas/Litauen, zwei lebenden Opfern des Nationalsozialismus, mit Zitaten von ihnen. Darunter ist schemenhaft in grau gehalten eine Anzahl von Menschen zu sehen mit der Aufschrift „Gegen das Vergessen“. Das Bild befindet sich auf der gegenüberliegenden Seite des Wohnblocks, an dem AKUT (mit Partnerin als Duo Herakut) im Jahr 2013 das erste Werk des Projekts Stadt.Wand.Kunst, „My Superhero Power Is Forgiveness“, schuf.

### Load - HOMBRE SUK
An der etwa 18 Meter hohen, türkis eingefärbten Hauswand in Mannheim, J 7, 23, entstand das Mural „Load“ des Mannheimer Künstlers Pablo Fontagnier alias Hombre SUK. Mit dem Rücken zum Betrachter sieht ein Junge, lässig gekleidet, mit Baseballcap ein heranrasendes leuchtend gelbes Auto ohne Fahrer. Dieses ist reichlich überladen und gestapelt bepackt mit zahlreichen Gegenständen und Utensilien. Der Künstler bezieht das Bild auf seinen Sohn und sieht es als Aufruf an dessen Generation, sich weniger Ballast aufzubürden, um ohne diesen leichter durchs Leben gehen zu können.

### Feel Like Home - THE CAVER
Der portugiesische Streetartist und Graffiti-Künstler THE CAVER alias Nuno Barbedo sprühte auf die Stirnseite eines Hotel-Gebäudes in F 7, 5-13, 68159 Mannheim,  auf blauem Hintergrund eine Ansammlung von Gegenständen, die er quasi von zu Hause aus seinem Wohnzimmer nach Mannheim mitbrachte. In etwas abstrakter Form handelt es sich um Figuren mit kräftigen Farbkombinationen und fetten Outlines. Scheinbar wahllos sind Bücher, Schachfiguren, Bleistift und Sprühdose sowie eine Büste, ein Globus und eine Kerze dargestellt, ebenso der Mond und ein Stern.

### Skipping School / L’École Buissonnière - SETH
Der französische Street Artist SETH, gelegentlich auch SETH GLOBEPAINTER, alias Julien Malland schuf mit übersetzt „Schulschwänzen“ das bislang kleinste Wandbild der Serie in M 6, 12  in Mannheim-Innenstadt an einer Wand der Mozartschule. Es ist das erste Mural eines der bekanntesten Street Artists aus Frankreich in Deutschland. Als Leitmotiv wird „Breaking the wall“ angegeben, hin und wieder auszubrechen, aus Mauern wie aus Gedanken. Dazu bilden die Backsteine der Hauswand einen geeigneten Hintergrund. Kinder mit nicht erkennbaren Gesichtern entfernen sich mit Blechtrommel, wehender Fahne bzw. Buch, um die Schule zu schwänzen.

Wandbilder 2020
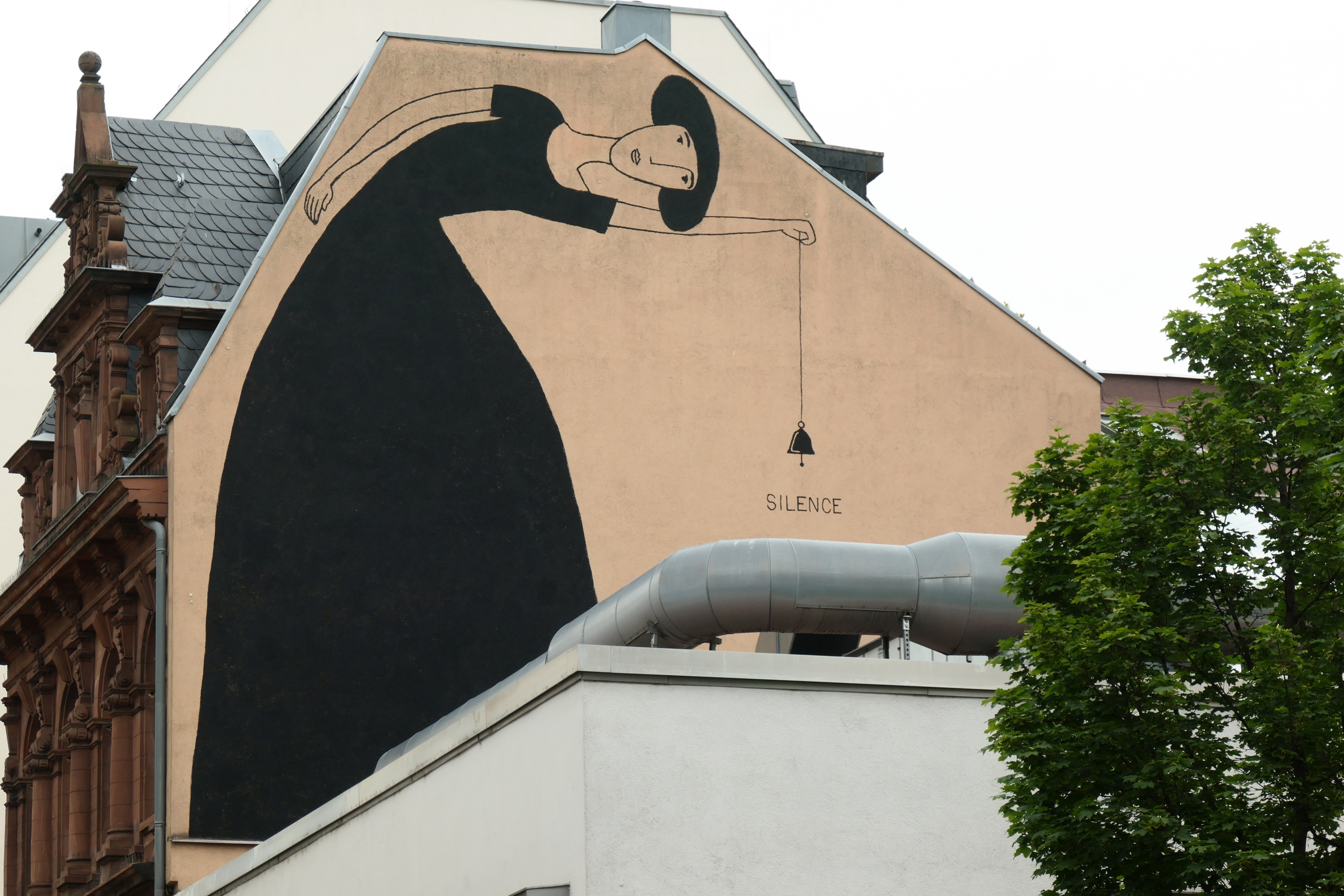
Silence – SOURATI
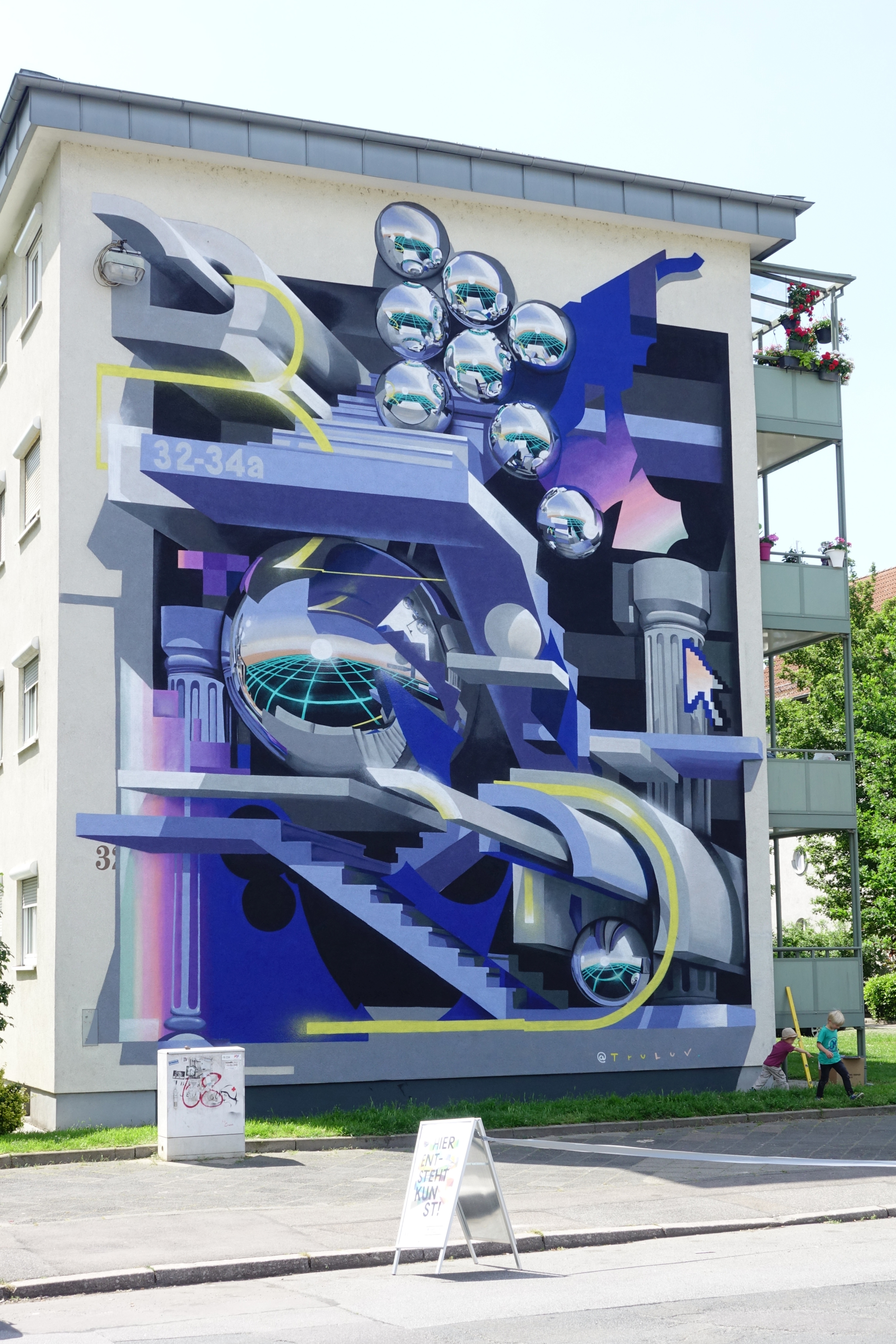
Stairway To Heaven – BOND TRULUV
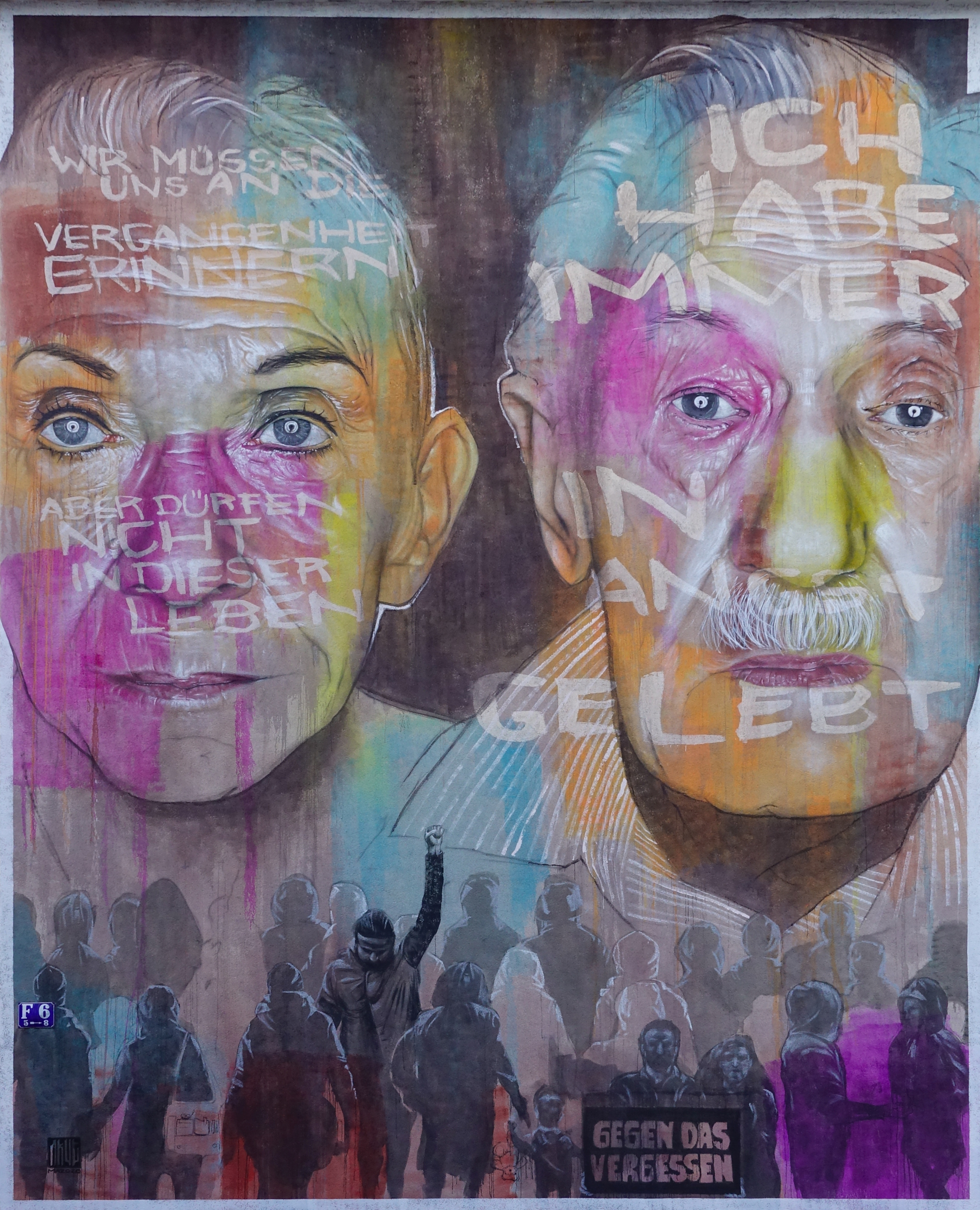
Gegen das Vergessen – AKUT
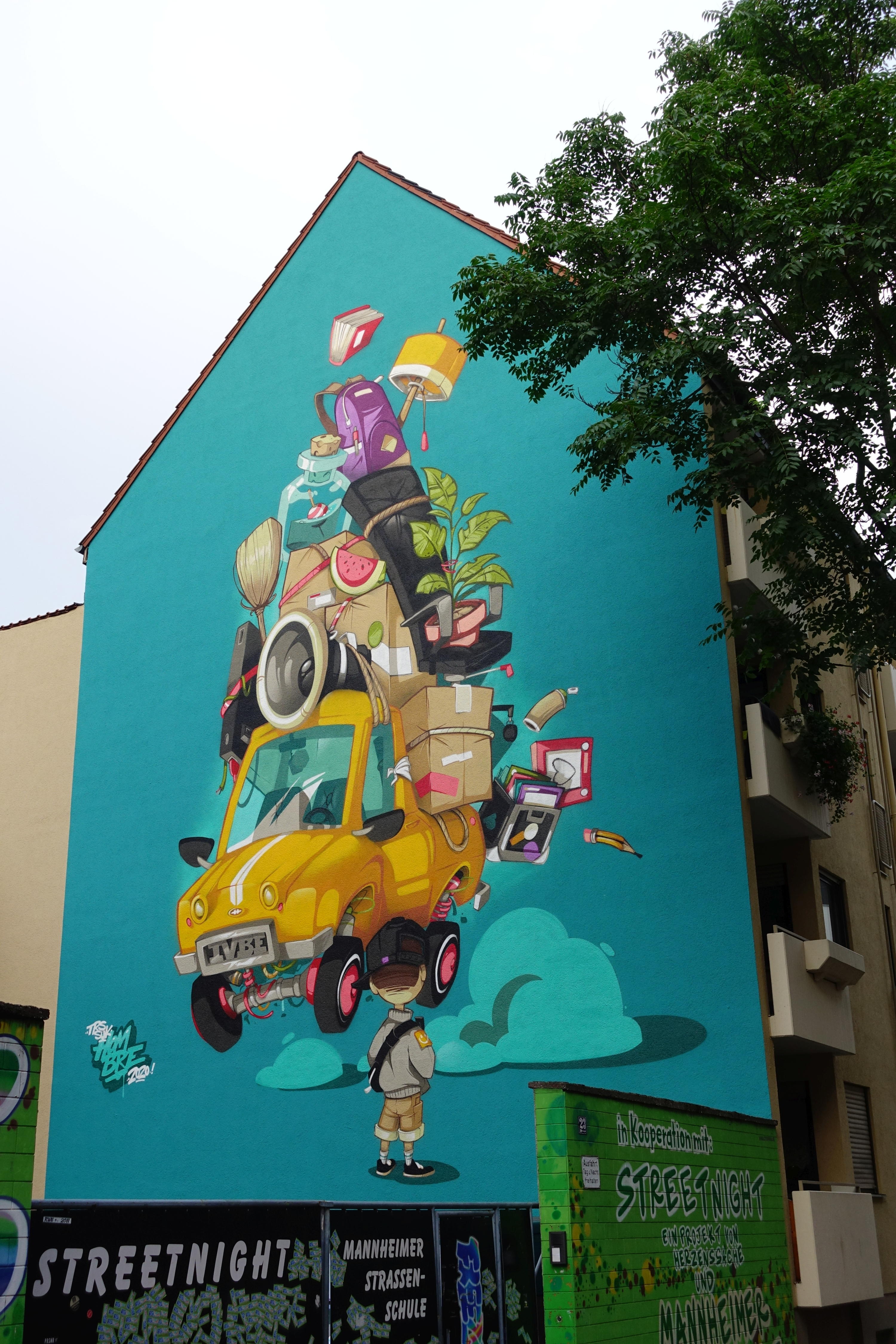
Load - Hombre SUK
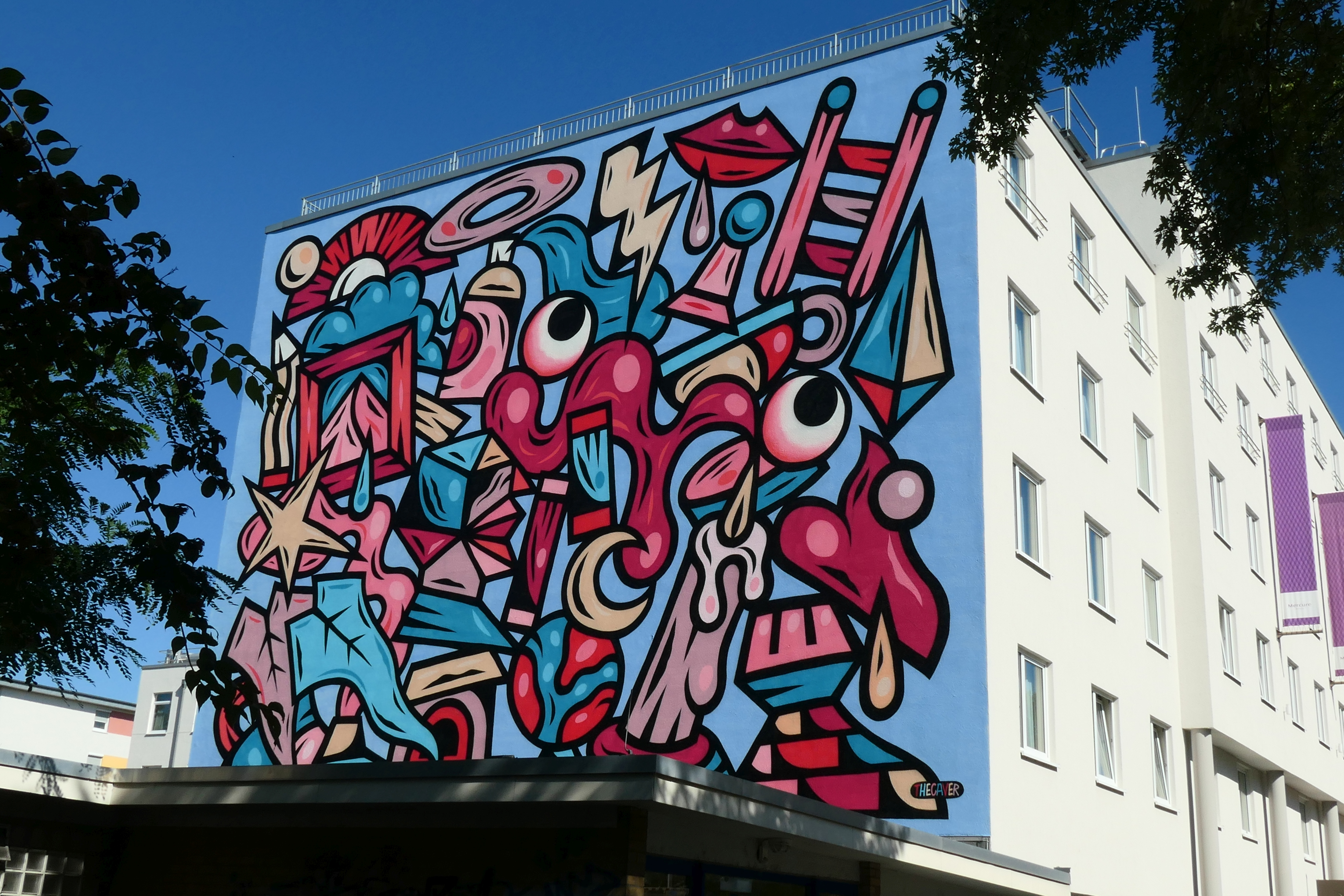
Feel Like Home - THE CAVER
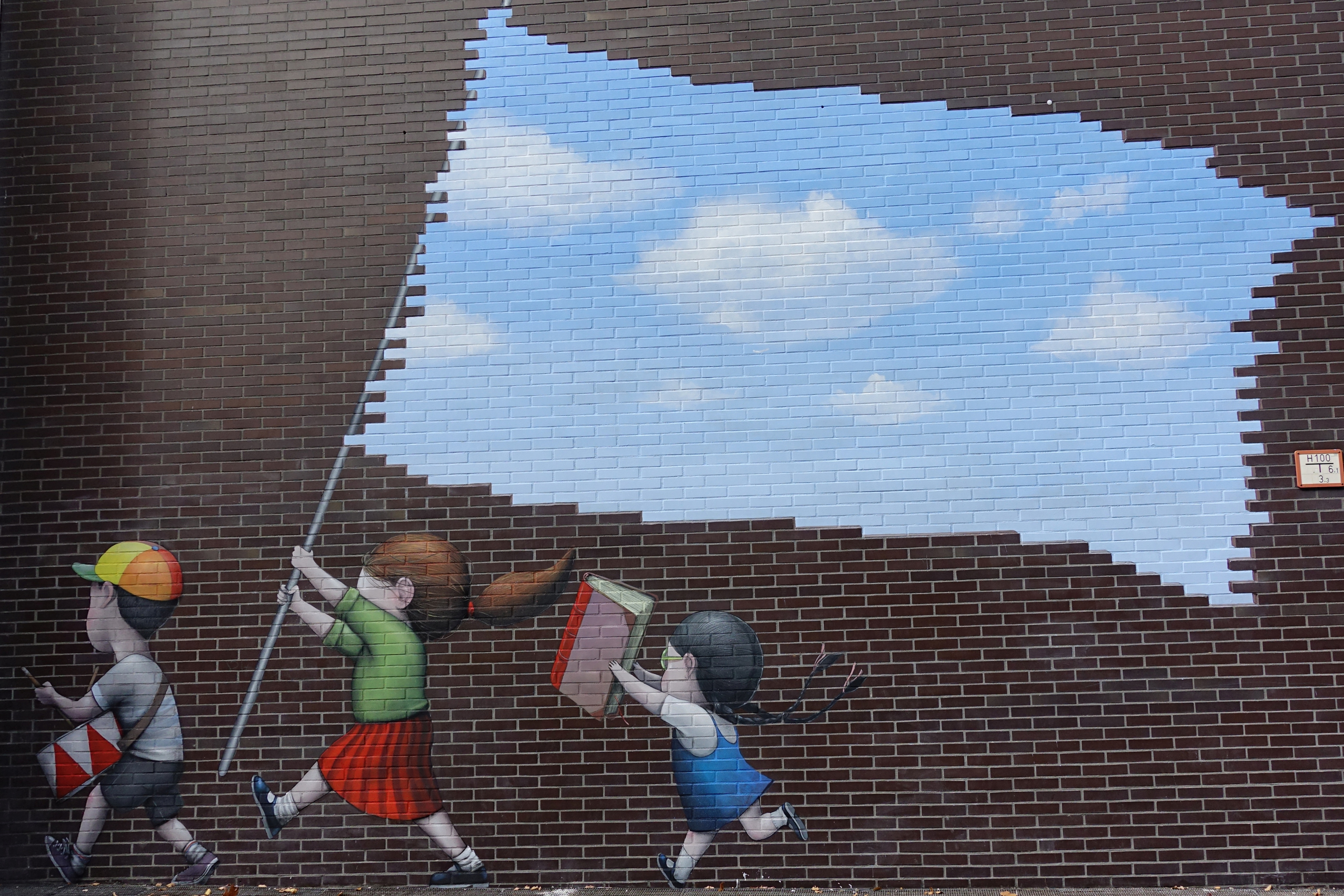
Skipping School / L’École Buissonnière - SETH

## 2021

### Ohne Namen - Kera
Der Berliner Künstler Kera schuf das dreißigste der erhaltenen Wandbilder für Stadt.Wand.Kunst im April 2021. Eine Komposition von verschiedenen Rottönen und Blau-Akzenten verteilt sich wie Splitter auf einer 19 Meter breiten Wand eines Gebäudes auf dem Grundstück einer Baufirma in der Dalbergstraße 30-34, 68159 Mannheim-Jungbusch . Die Farbpalette nimmt Farben aus der Umgebung auf, wie Gebäuden, Werbetafeln oder vom Logo dieser Firma. Das mit Wandfarbe durch Pinsel und Farbrolle aufgetragene Bild hat keinen Namen. Gedanken und Assoziationen liegen beim Betrachter. Kera hatte bereits 2019 Kontakt mit dem Projekt, als er QUINTESSENZ an zwei Tagen bei seinem Werk SQUARE unterstützte.

### Kröte – Alexander Isakov
Alexander Isakov aus Hannover, der seit 2013 bereits in Mexiko, Uganda, Serbien, aber auch in Metropolen wie New York und Los Angeles arbeitete, realisierte das Wandbild am Kundenzentrum der GBG in H 4, 9, 68159 Mannheim . Das Werk aus fast geometrischen Formen und weichen Linien bezieht mit einer quadratischen Struktur als Hintergrund die Mannheimer Quadrate mit ein. Die darauf abgebildeten Symbole in Orange, Türkis und Gelb überlassen es der Fantasie des Betrachters, aus den Farben und Formen Dinge zu erkennen. Der Künstler selbst nennt das Werk ukrainisch жаба ‚Kröte‘.

### Primal Truth – Nychos
Streetart-Künstler Nychos aus Österreich schuf sein etwa zwölf Meter hohes und sechs Meter breites Werk auf der Giebelseite eines Wohnhauses in der Neckarvorlandstraße 17–19, 68159 Mannheim . Vor einem fast schwarzen Hintergrund ist eine meditierend sitzende männliche Figur in der Art von anatomischer Präparation dargestellt. Diese geht in eine in eine Wolfsfigur über, die aus dem Rauch einer Feuerschale entsteht, und ist über Adern mit ihr verbunden. Der knöcherne Wolfskopf scheint den Blutmond am Sternenhimmel anzuheulen.

### Avancée sur la mer – ZOER
Auf drei Wänden von zwei Gebäuden verläuft das Wandbild des Künstlers ZOER aus Frankreich in K 3, 11-14, 68159  Mannheim . Auffällig ist der farbig helle Komplementärkontrast von Orange und Violett. Das Bild zeigt einen Landschaftsausschnitt am Meer mit einer Situation in Urlaubswohlstand. Es drückt u. a. gesellschaftskritische Ansätze des Künstlers aus mit Denkanstößen, gemeinsam mit der Natur zu leben, anstatt zu versuchen, sie zu beherrschen. Sie könnte sich irgendwann zurückholen, was wir genommen haben.

Wandbilder 2021
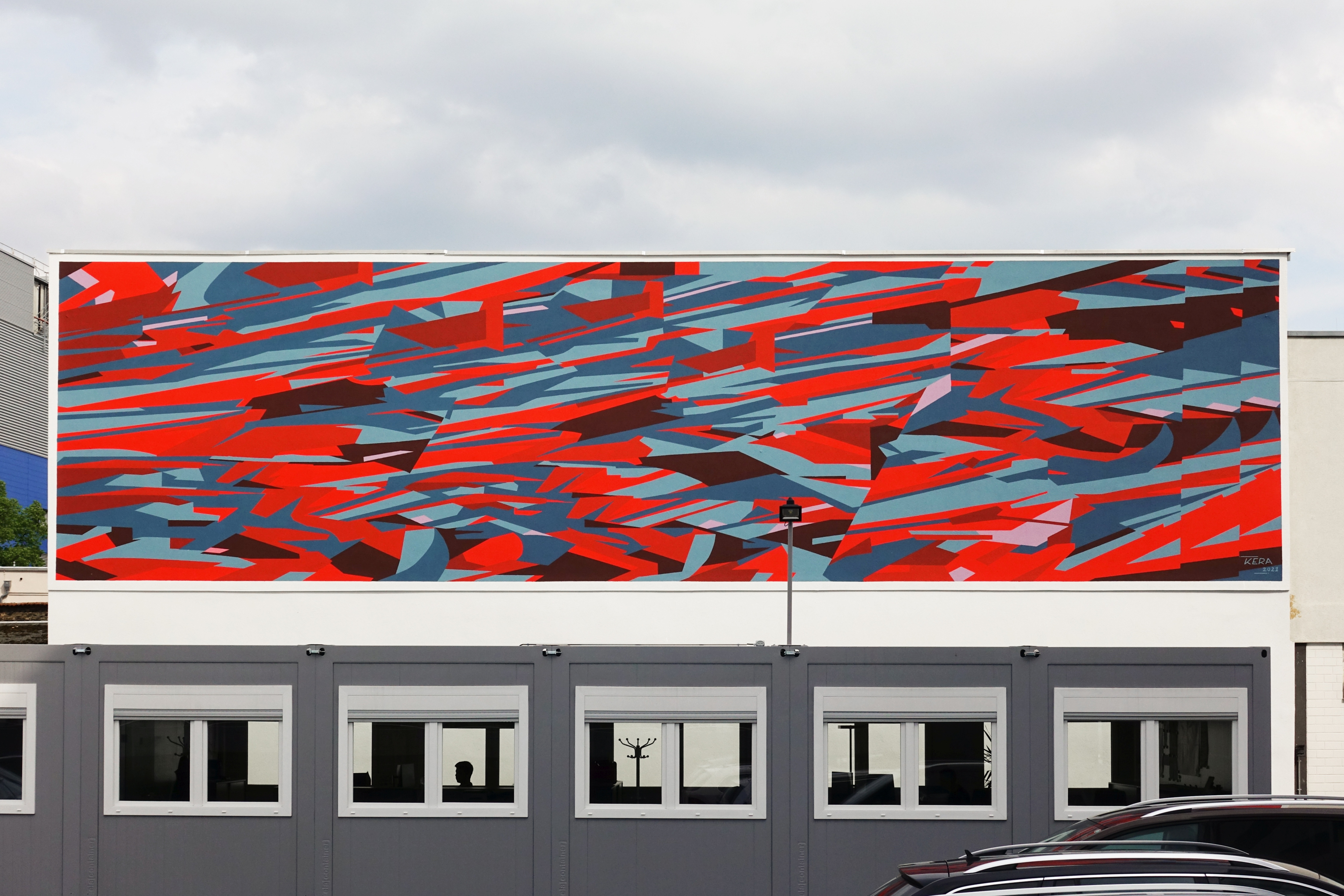
Ohne Namen – Kera
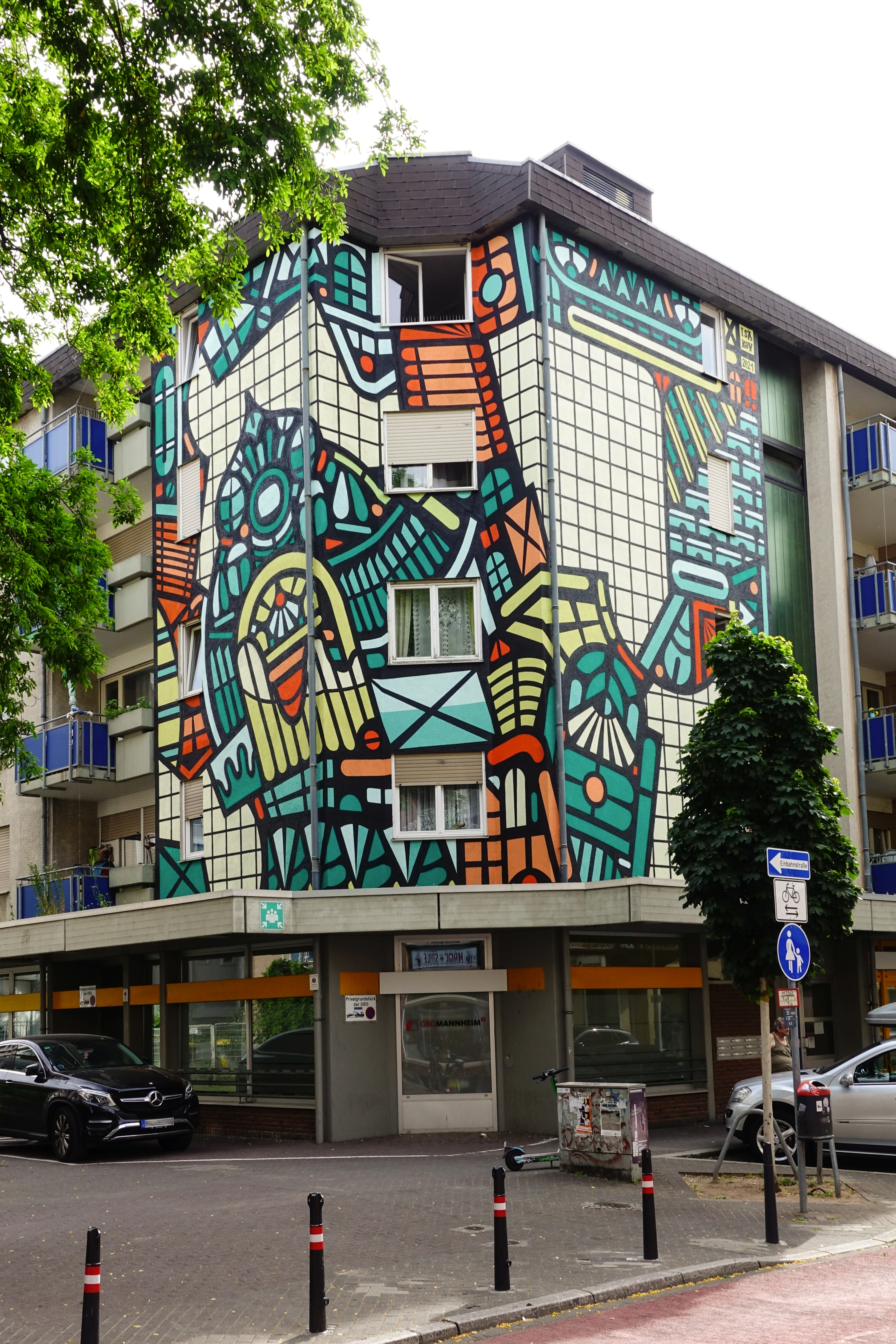
Kröte – Alexander Isakov
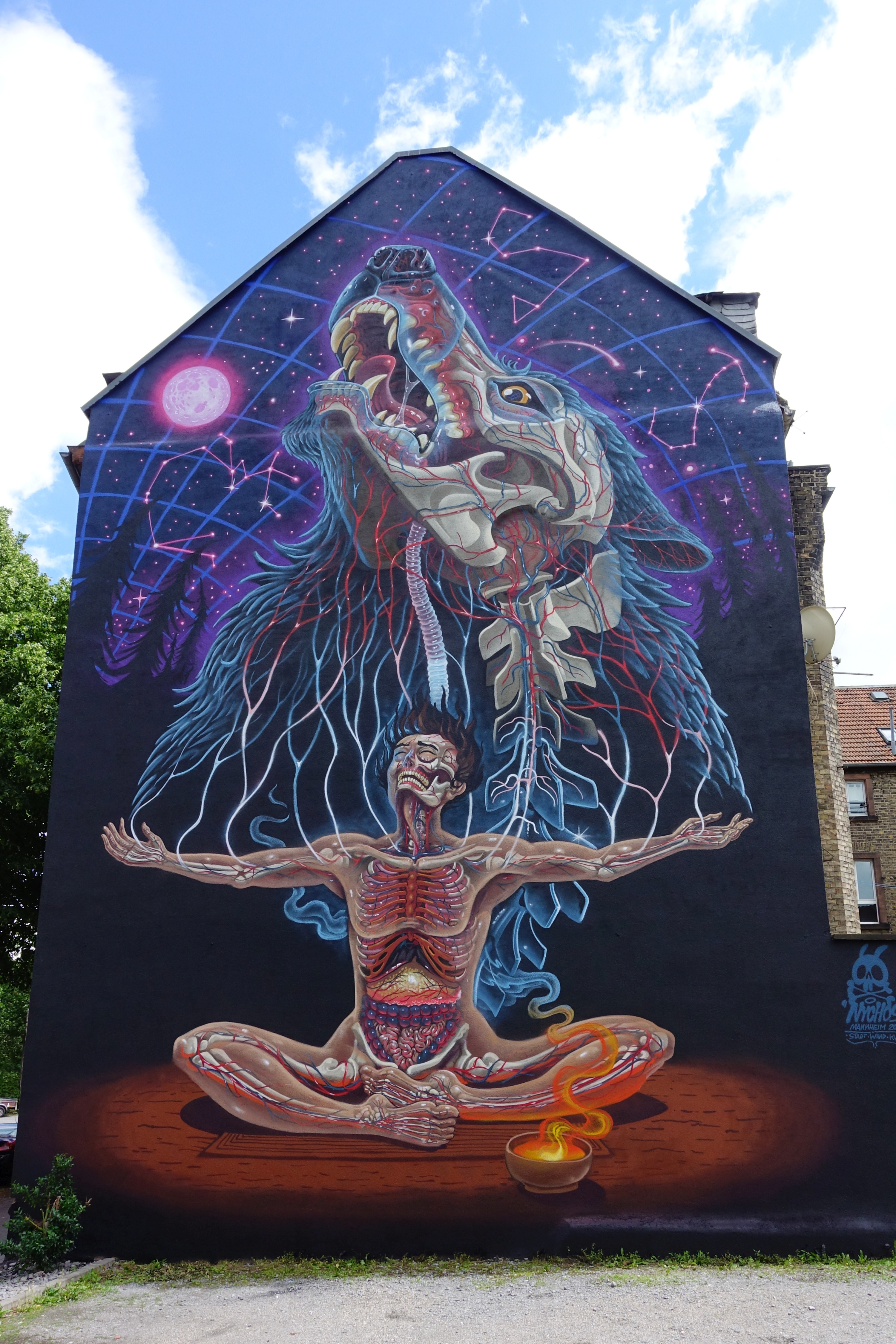
Primal Truth – Nychos
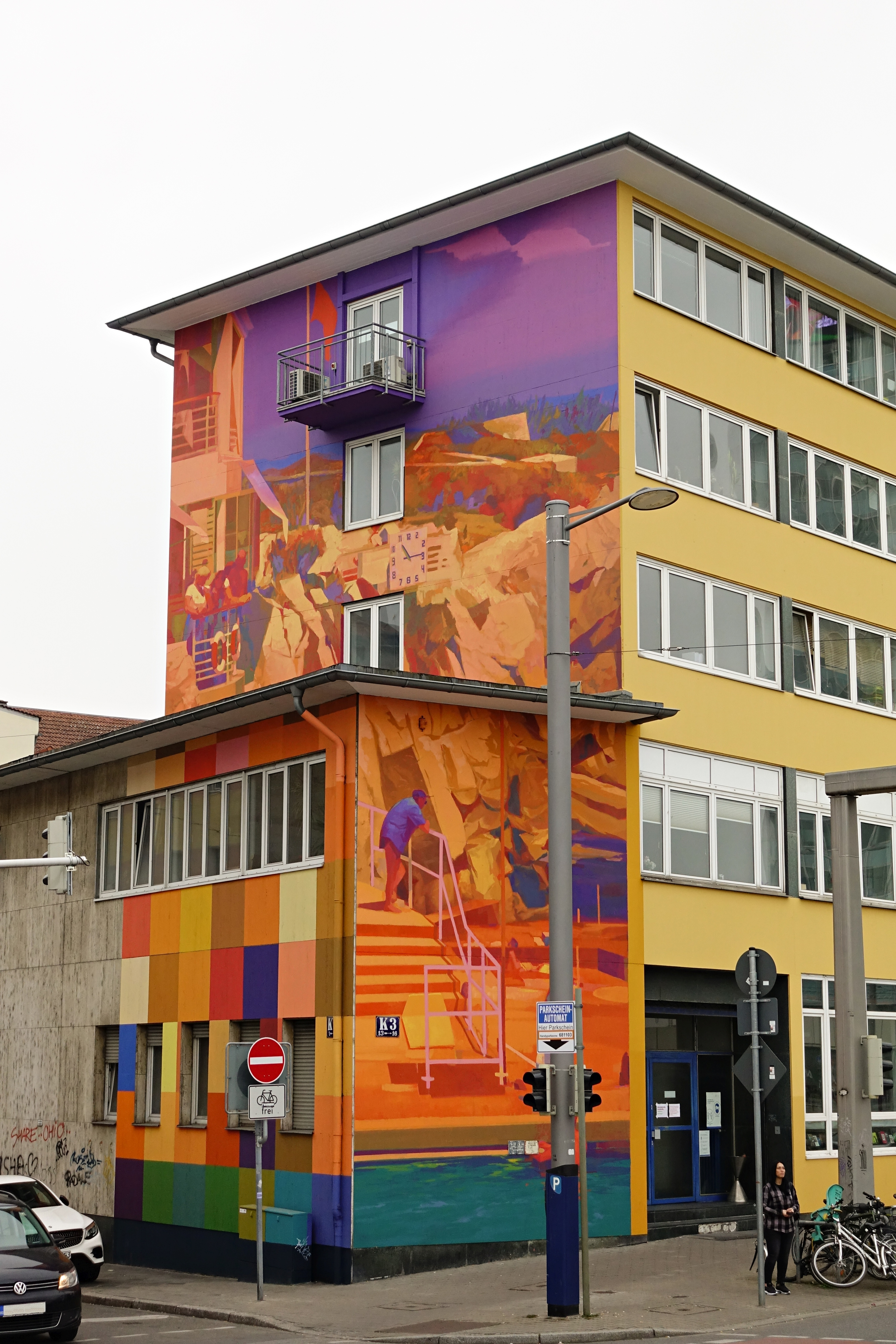
Avancée sur la mer - ZOER

## 2022

### El entreacto – Aryz
Das teilweise kollagenhafte Wandbild des spanischen Künstler Octavi Arrizabalaga alias Aryz in Mannheim, A 4, 1  wird dominiert durch einen liegenden Löwen, ähnlich einer Sphinx-Figur, umgeben von abstrakten Pflanzenfragmenten. Realisiert ist das Mural überwiegend in kräftigen Farben. Die Interpretation des Bilds lässt der Künstler offen.

### Whisper – SATR
In Weiß, Schwarz, Grau und Rot realisierte die chinesische Künstlerin SATR in Mannheim-Waldhof, Alsenweg 64  das Wandbild „Whisper“. Sie erzeugt einzigartig gesprayte Konturen und Formen mit ihrer originellen Technik der Zerstäubung. Das Tiermotiv auf heller Wand zeigt einen Panther mit dem Rücken zum Betrachter scheinbar flüsternd dem Leopard zugewandt, der mit leuchtend rotem Kopfhaar lauschend aus der Wand schaut.

### Writing without letters V – SWEETUNO
Der Graffiti-Künstler Cédric Pintarelli alias SWEETUNO fertigte im Stadtteil Franklin das Wandbild „Writing without letters - Part 5“ an der Stirnseite des Wohnblocks Thomas-Jefferson-Straße 36, 68309 Mannheim , eines modernisierten ehemaligen Bestandsgebäudes der US-Armee. Der Künstler verkörpert mit Graffiti Writing einen Stil mit Buchstaben und Formen als Gesamtkomposition auf Wänden. Bereits 2015 hatte er mit einem nicht mehr existenten Bild zu „Farbe für Franklin“ beigetragen.

### Flower Shop – Gizem Winter
Das mit „Flower Shop“ betitelte Wandbild der Künstlerin Gizem Winter in F7, 39-41, 68159 Mannheim ,
zeigt eine Frau mit Schürze vor dem Schaufenster ihres Blumengeschäfts. Umgeben von Pflanzen hält sie inne mit einem Becher dampfenden Inhalts in der Hand. Das Bild mit kräftigen Farben in Orange, Lila, Blau und Grün ist mit rund 14 Meter Höhe und 10 Meter Breite das bislang größte Mural der Künstlerin. In ihren Werken stellt sie bewusst Frauen dar, inspiriert von ihrem Aufwachsen in der Türkei und ihrem Leben in Deutschland.

### Franklin – Meiner
Das fünfte und letzte Wandbild im Jahr 2022 stammt von dem Graffiti-Künstler Phillip Himmel alias Meiner. Aus geometrischen Figuren bilden abstrakte Buchstaben den Namen des Stadtteils, Franklin, an der Stirnseite des Wohnblocks Thomas-Jefferson-Straße 22, 68309 Mannheim 
Die Farben aus dunklem Anthrazit, hellem Grau und sandigem Beige korrespondieren mit den Farben in der Umgebung des Bilds im entstehenden Stadtteil. Rote Farbe verbindet das Bild mit dem Werk Writing without letters V von SWEETUNO am Haus daneben. Meiner hatte bereits 2015 mit einem nicht mehr existenten Bild zu „Farbe für Franklin“ beigetragen.

Wandbilder 2022
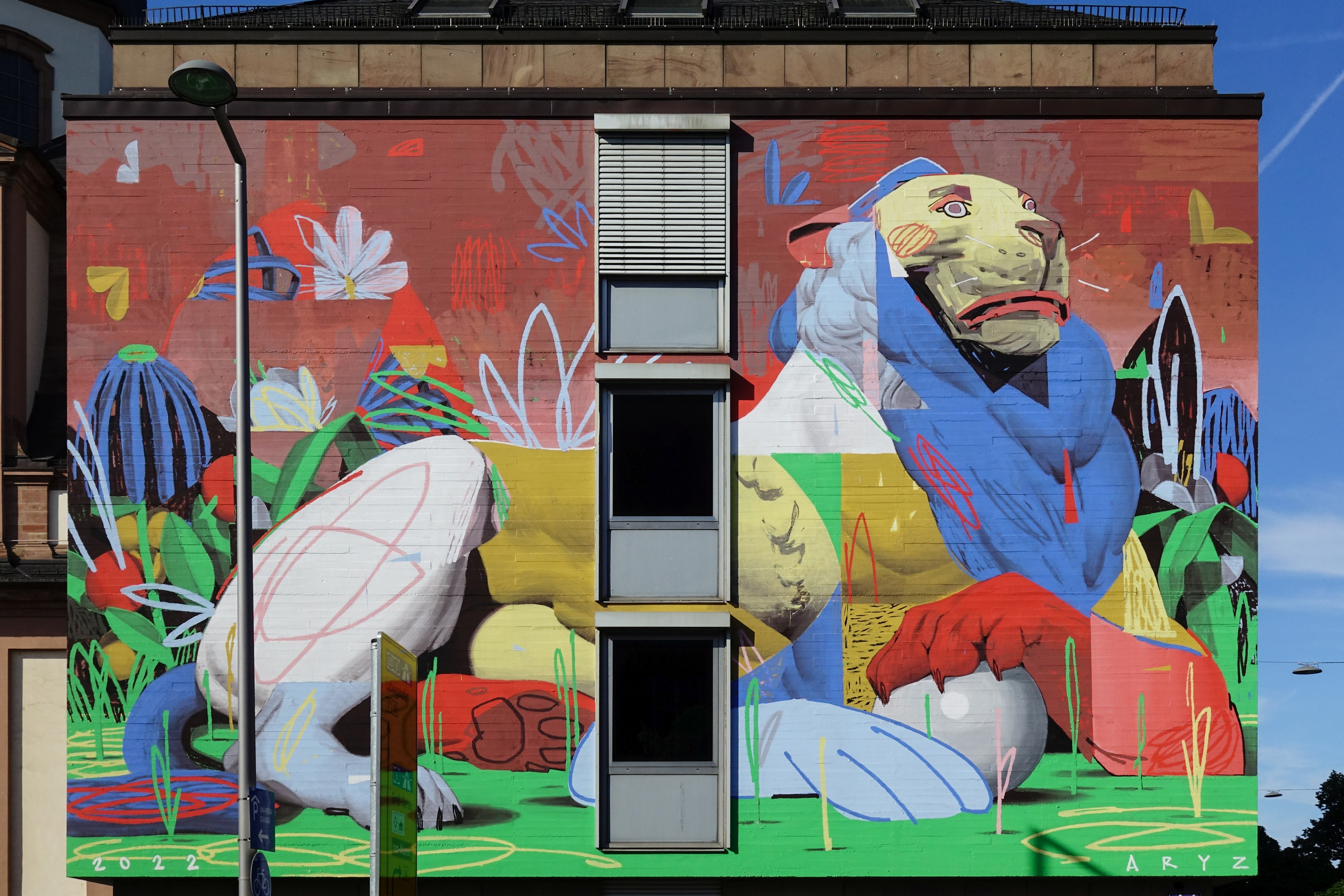
El entreacto – Aryz
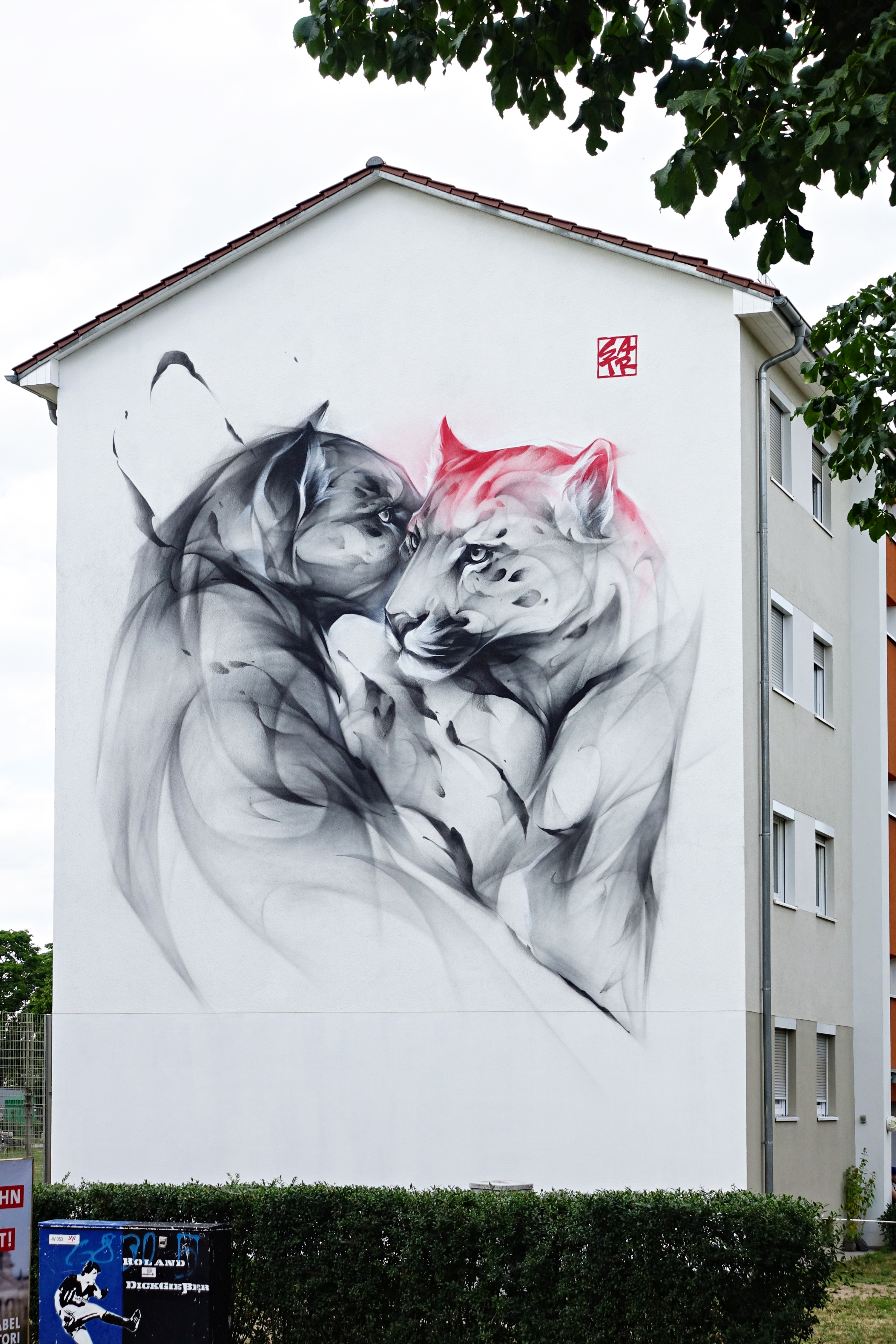
Whisper – SATR
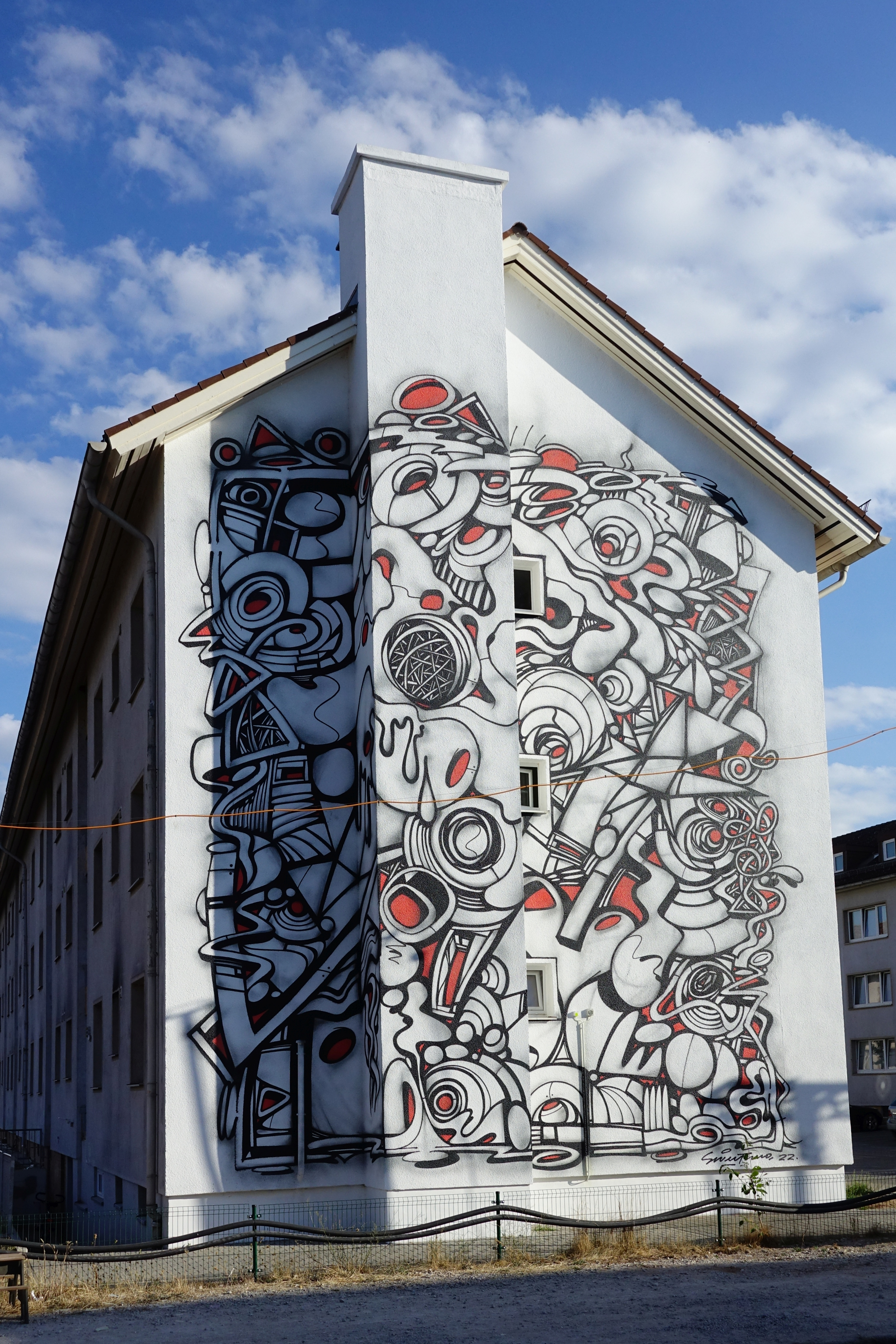
Writing without letters V – SWEETUNO
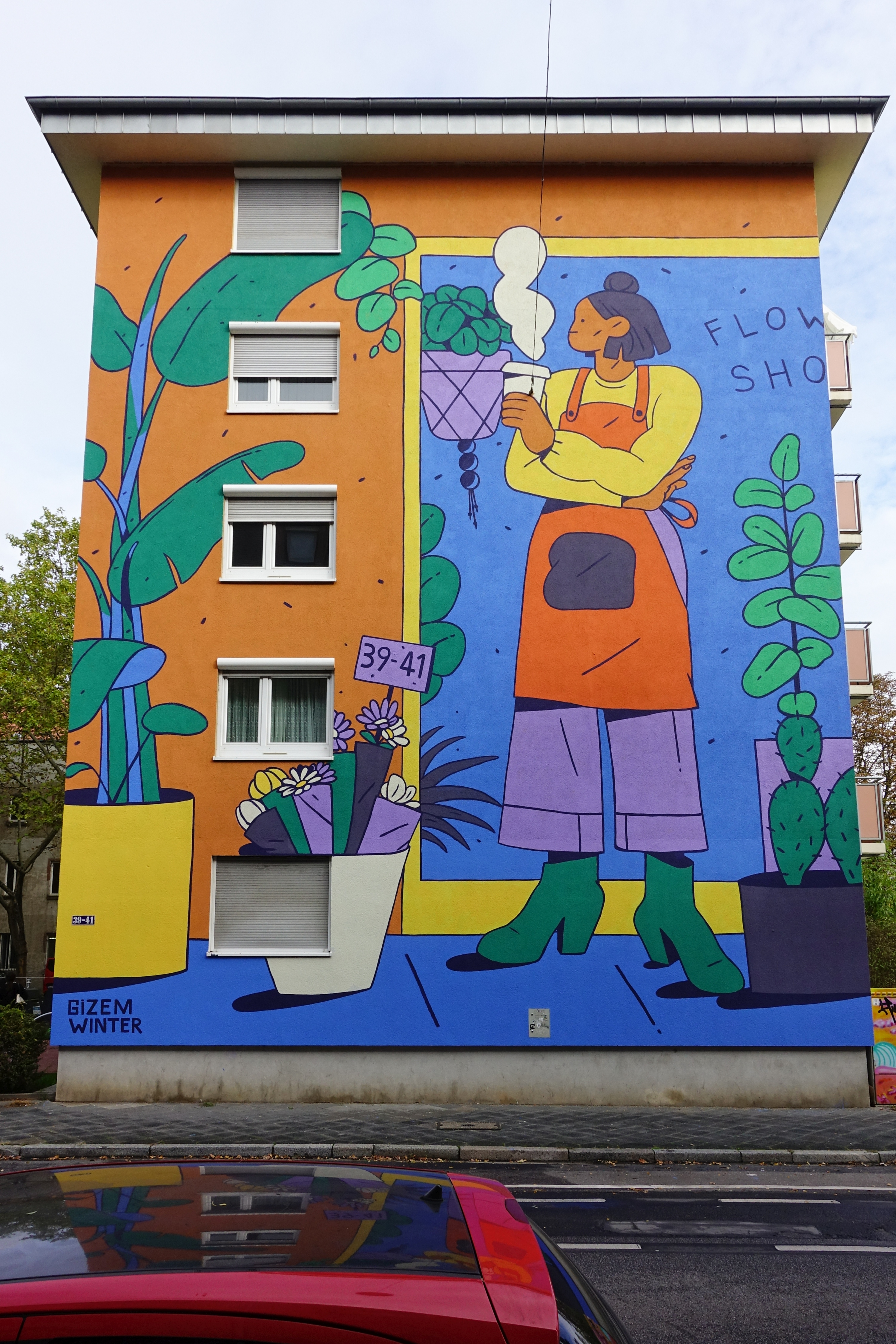
Flower Shop  – Gizem Winter
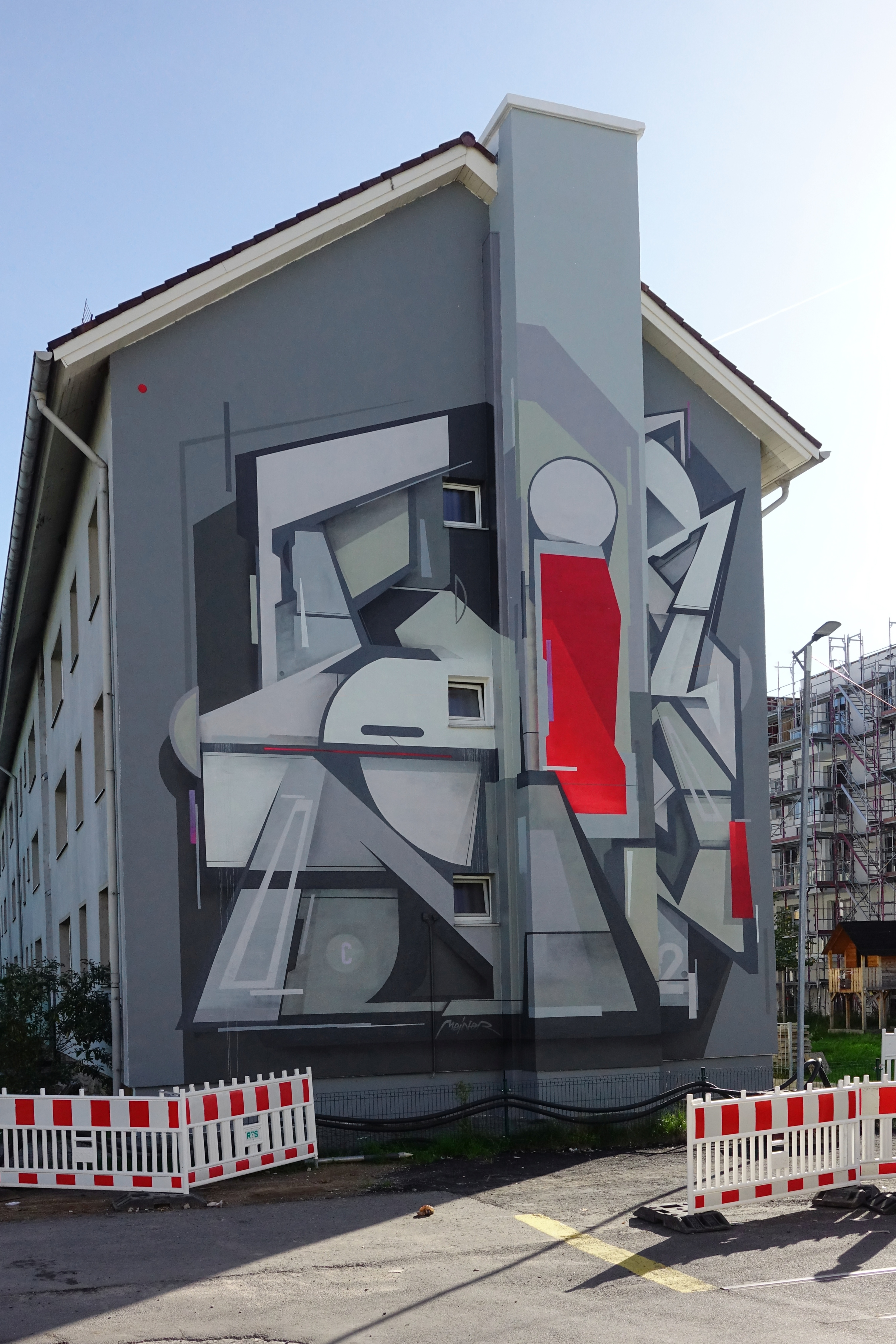
Franklin  – Meiner

## 2023

### Ohne Namen – Perkup
Das erste Wandbild (ohne Namen) im Jahr 2023 stammt von dem in Wien als freischaffender Maler, Grafikdesigner, Illustrator und Graffiti-Künstler lebenden Paul Riedmüller alias „Perkup“. Auf rund 100 Quadratmetern an der Stirnseite des Hauses Habichtplatz 4, 68309 Mannheim-Käfertal,
 zeigen sich durch gerade Linien abgegrenzte Flächen als Elemente in unterschiedlichem Stilmix, teilweise mit pixeligen Rändern, andere mit weicheren Übergängen bzw. als Landschaften, die mit Hilfe künstlicher Intelligenz konzipiert wurden.

### Imagination is my favorite nation – HERA
Das Wandbild „Imagination is my favorite nation“ in der Hafenstraße 31, 68159 Mannheim-Jungbusch,  ist das zweite Mural der Künstlerin HERA in Mannheim, nach „My Superhero Power is Forgiveness“ mit Partner als Duo HERAKUT, 2013. Auf dem Mural mit bis sechs Metern Höhe und 15 Metern Breite transportiert ein dreiäugiger, fliegender Fuchs ein Kind auf seinem Schwanz. Textlich ist in englischer Sprache deren Unterhaltung dargestellt, in der der Fuchs zur Frage nach dem Zielland der Reise erklärt: „Imagination is my favorite nation on this planet.“ Das Bild ist mit verdünnter Farbe gerollt, deren weiße Tropfen nach unten fließen, sowie mit Sprühfarbe realisiert.

### README! – GOLDEN GREEN
Um die Hausecke des Wohngebäudes in der Mittelstraße 40, 68169 Mannheim,  erstreckt sich das Wandbild „README!“ des Hamburger Grafikkünstlers GOLDEN GREEN (Moritz Green). Schwarz umrahmnte Flächen auf einem Hintergrund in Pink, Türkis und Orange erzeugen den Eindruck von stilisierten Buchstaben. Diese spielen im Negativ als Lettern auf die Filiale der Stadtbibliothek Mannheim im Gebäude an.

Wandbilder 2023
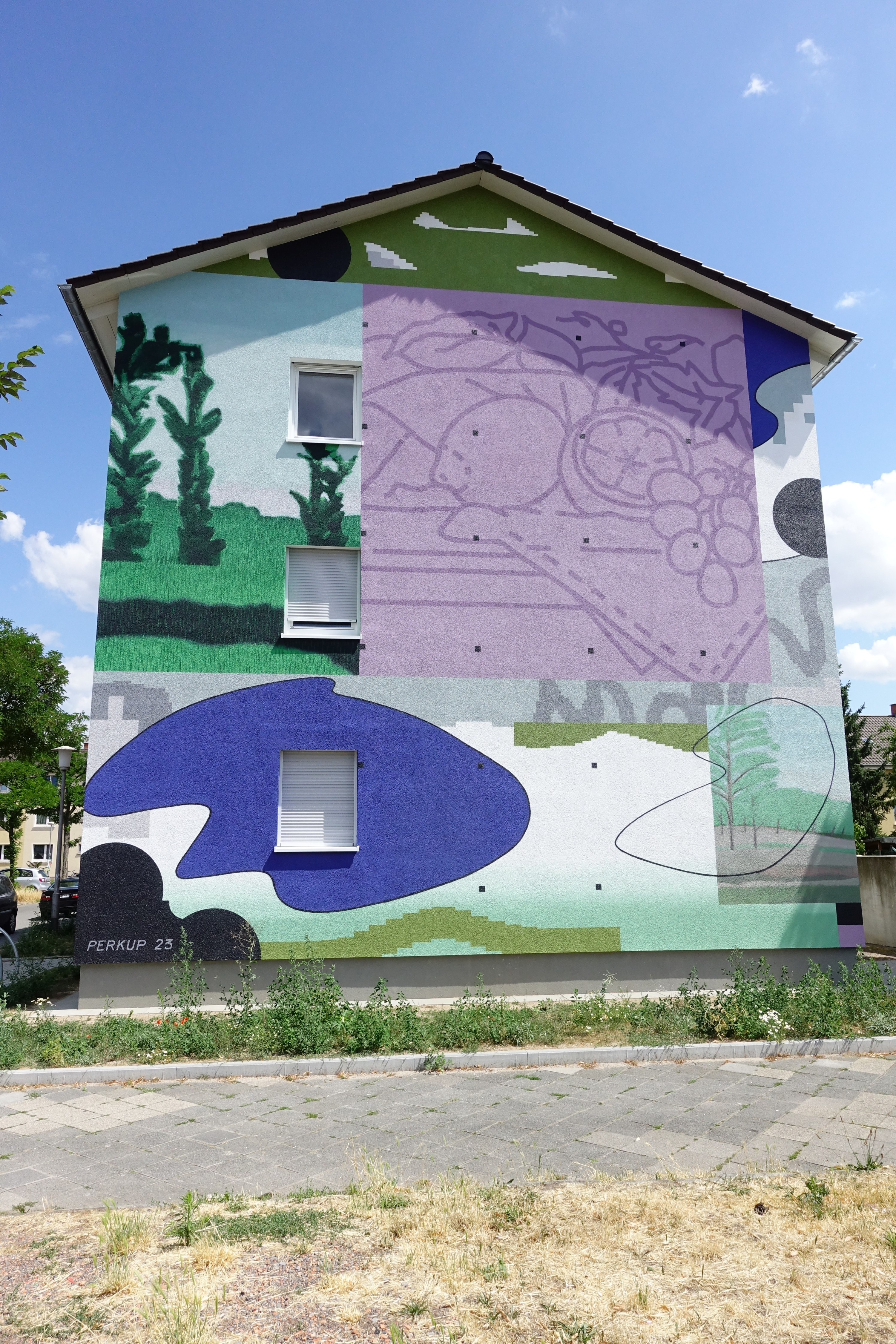
Ohne Namen – Perkup
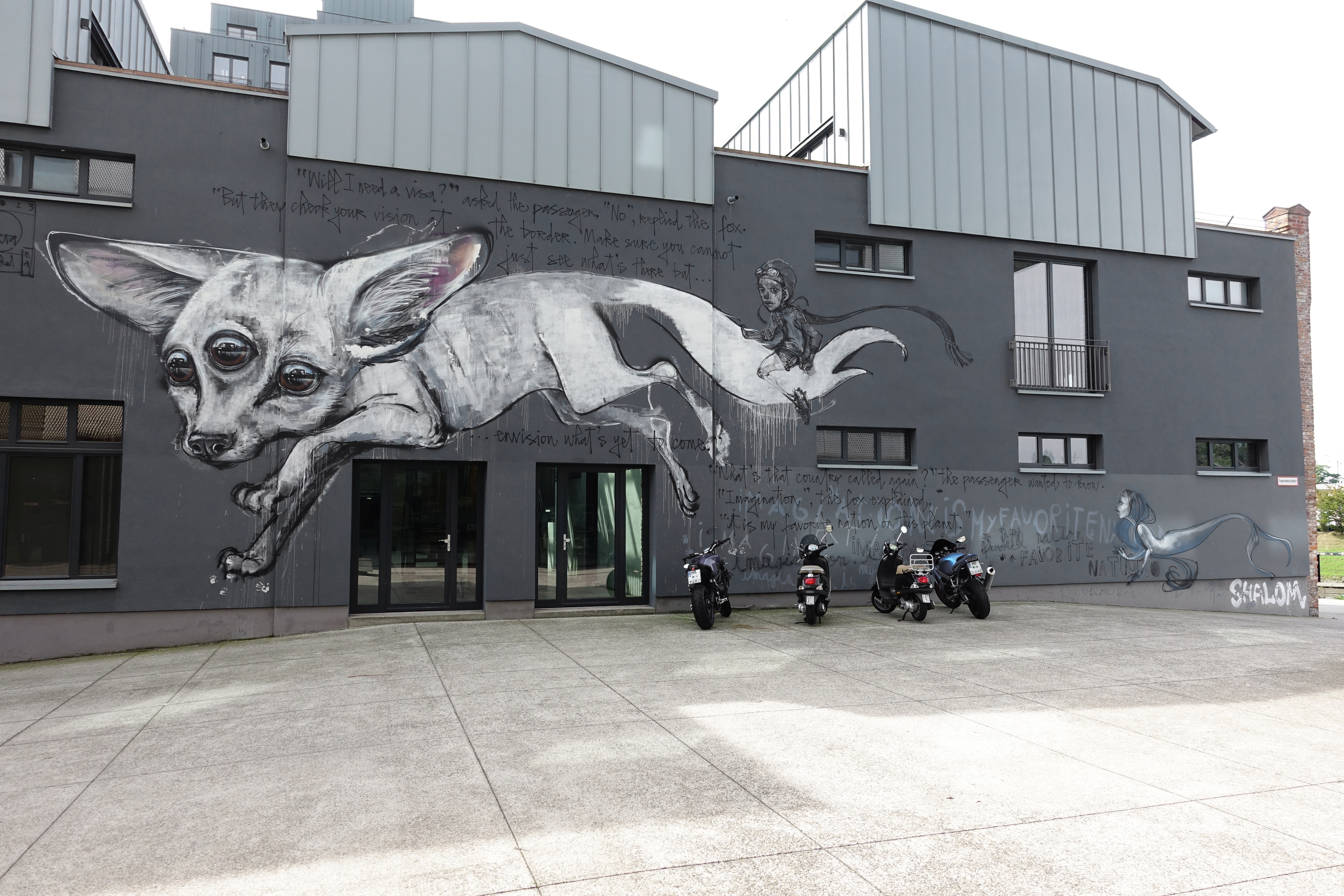
Imagination is my favorite nation – HERA
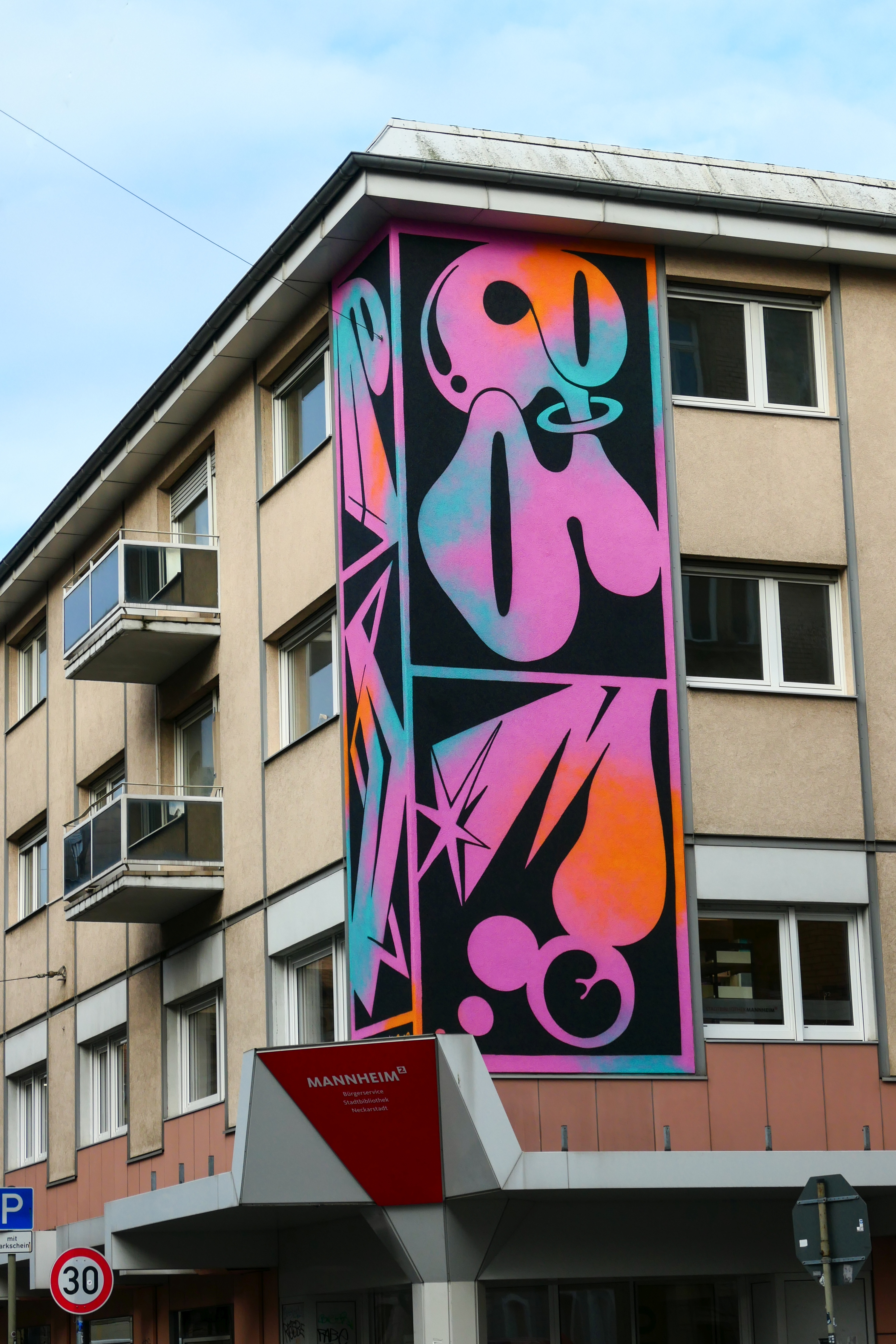
README! – GOLDEN GREEN

## 2024

### FOUR – NEAN
NEAN, ein in Brüssel lebender Künstler, schuf auf 168 Quadratmetern Hauswand des Wohngebäudes Ulmenweg 27, 68167 Mannheim,  das Mural "FOUR". In der Mitte eines großen, friedlichen Walds betrachtet eine menschliche Figur ohne erkennbares Gesicht mit Jacke in Orange auf einem Baumstumpf stehend die Landschaft. Inspiriert wurde der Künstler durch den Pianisten und Komponisten Nils Frahm, dessen Stück "Four" in ihm solche Bildvorstellungen erzeugte. Das Mural realisierte er ausschließlich mit Roller und Pinsel aus Wandfarbe, um u. a. aus Gründen der Nachhaltigkeit auf Sprühdosen zu verzichten.

### Come Close To Me - Georgia Hill
Georgia Hill aus Sydney, eine der führenden Street-Art-Künstlerinnen Australiens, gestaltete das Mural an der Hauswand von D 4, 15, 68159 Mannheim,  in Schwarz-Weiß-Optik. Wie in anderen Kunstwerken von ihr sind im Bild Buchstaben bzw. Wörter dargestellt, die in dem Fall den Bildtitel wiedergeben ("Come Close To Me"). Werk und Titel sollen Gedanken an die Einsamkeit in der Stadt ausdrücken, im Kontrast zum geschäftigen Verkehrslärm.

### Healing – Carolin Kaiser
Das Mural von Carolin Kaiser bedeckt zweiteilig eine Hauswand von etwa 150 m² des Wohnhauses H 4, 6, 68159 Mannheim.  In kräftigen Farben und unterschiedlichen Mustern ist kontrastreich einem Urlaubsmotiv ähnlich ein ruhiger Moment beim Übergang vom Tag zur Nacht dargestellt. Ein Sonnenuntergang über dem Meer nimmt die linke Seite ein. Rechts folgt entsprechend in Blau und Grün der nächtliche Teil. Motiv und Farbwahl des ersten Murals von Carolin Kaiser in Mannheim sollen in der unmittelbaren Nachbarschaft zum Zentralinstitut für Seelische Gesundheit (ZI) den Menschen Ruhe und Lebensfreude vermitteln.

### Supernova – Alex Senna
Der international bekannte brasilianische Street Artist Alex Senna gestaltete mit seinem Werk „Supernova“ eine fast 20 Meter hohe Fassade der Grundschule in der Geibelstraße 6, 68167 Mannheim. Da der Künstler farbenblind ist, zeigt das Mural ein Mädchen mit Rucksack, das auf einem Foto eines Mädchens basiert, in Schwarz-Weiß. Außerdem verstärke ein Bild ohne Farben oft die Botschaft des Werkes. Der Titel „Supernova“ symbolisiert kindliche Vorstellungskraft mit Träumen und Hoffnung. Das Shirt des Mädchens trägt Herzen und Blumen, der Rock ist geschmückt mit Sternen. Die Flip-Flops an den Füßen nehmen Bezug auf Heimat des Künstlers, Brasilien, ebenso die Flagge auf dem Rucksack.

### Räuberleiter – Yannik Czolk
Das zweite Wandbild von Yannik Czolk – Titel „Räuberleiter“ – befindet sich an derselben Örtlichkeit wie sein erstes Werk („Fenster zum Hof“), das Ende 2020 mit dem Abriss des damaligen Gebäudes verschwand, Schanzenstraße 13, 68159 Mannheim. Das Mural zeigt Kontraste durch Licht und Schatten, wie auch sanfte Farbverläufe, vorwiegend in rostigem Rot. Die Hauptfigur, die von hinten zu sehen ist, wirft einen Blick über eine hohe Mauer, benötigt dazu aber die stützende Hilfe einer anderen Person. Dies nimmt Bezug zu dem aktuellen Gebäude, dem Elisabeth-Lutz-Hauses als Rehabilitationszentrum für Menschen mit psychischen Erkrankungen, wie auch zur Umgebung des vielfältigen Stadtteils Jungbusch.

Wandbilder 2024
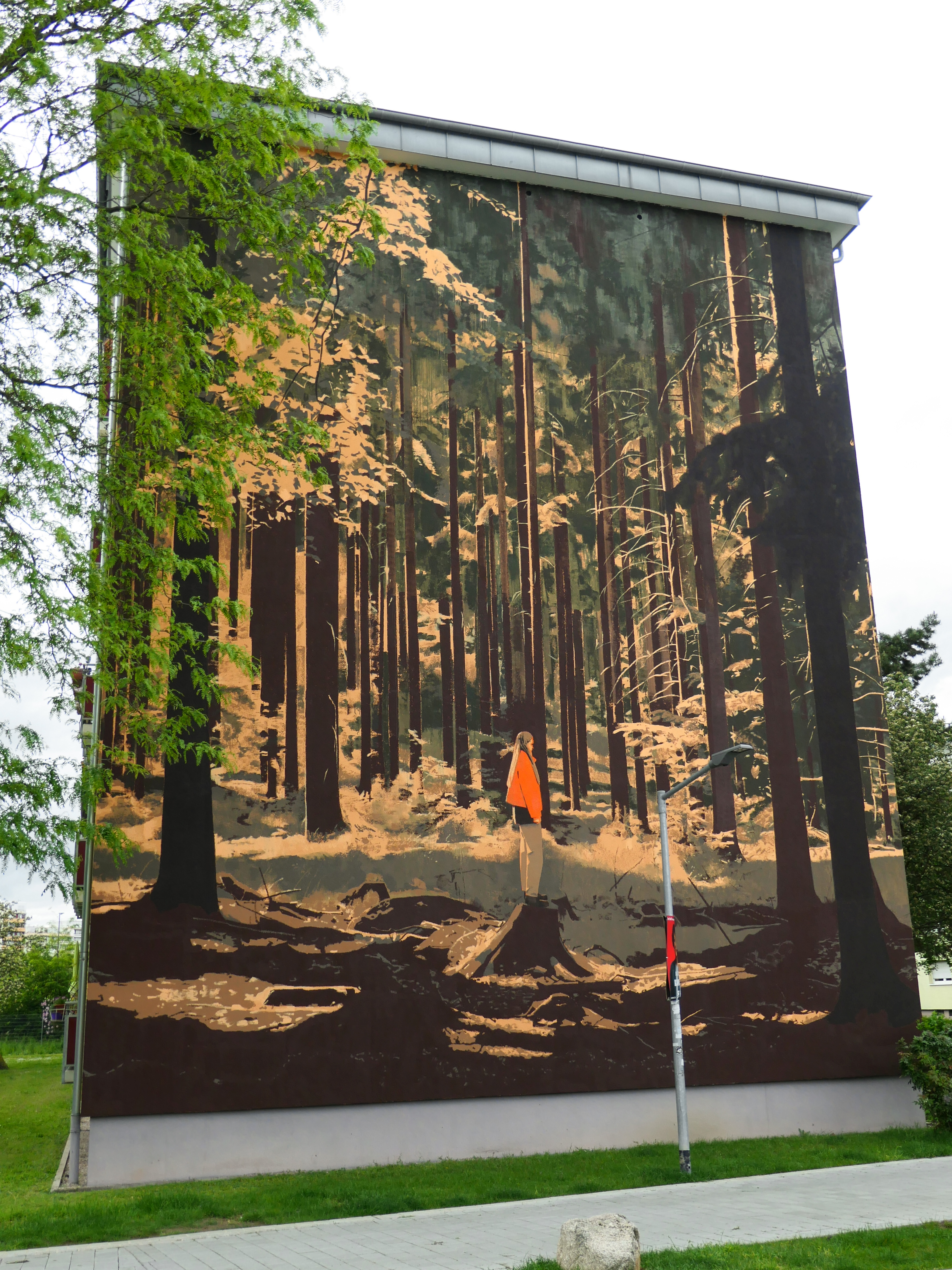
FOUR – NEAN
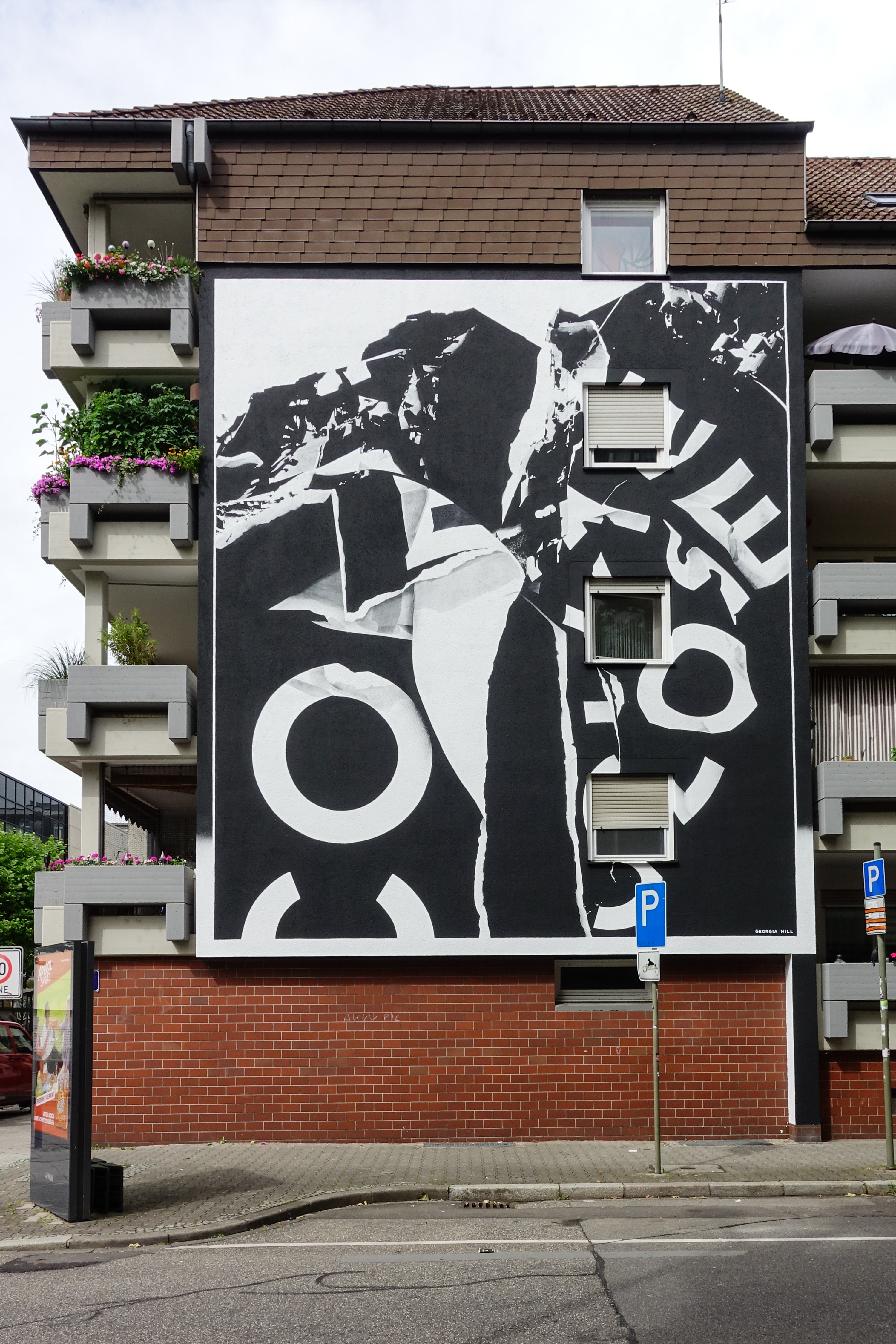
Come Close To Me – Georgia Hill
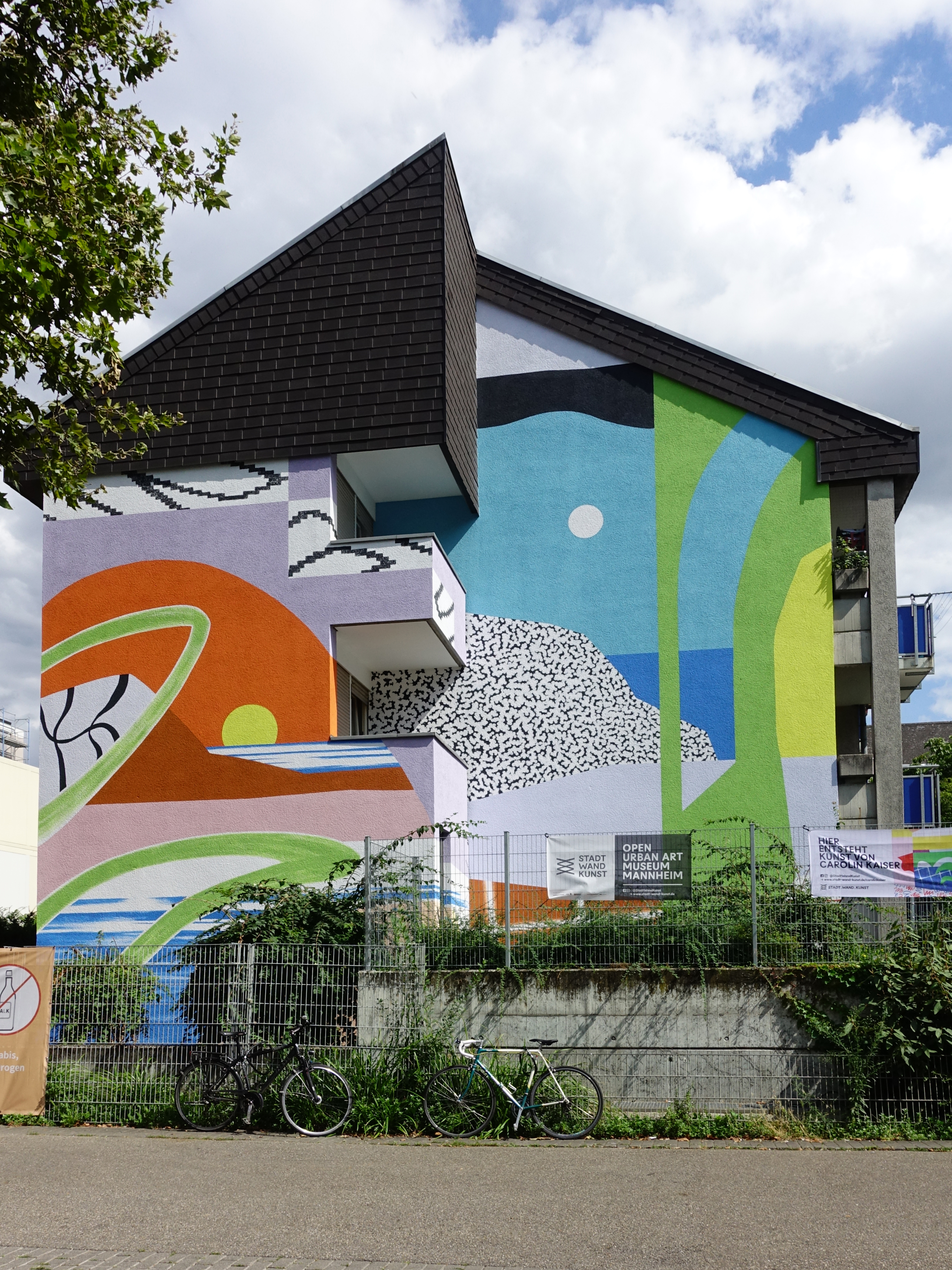
Healing – Carolin Kaiser
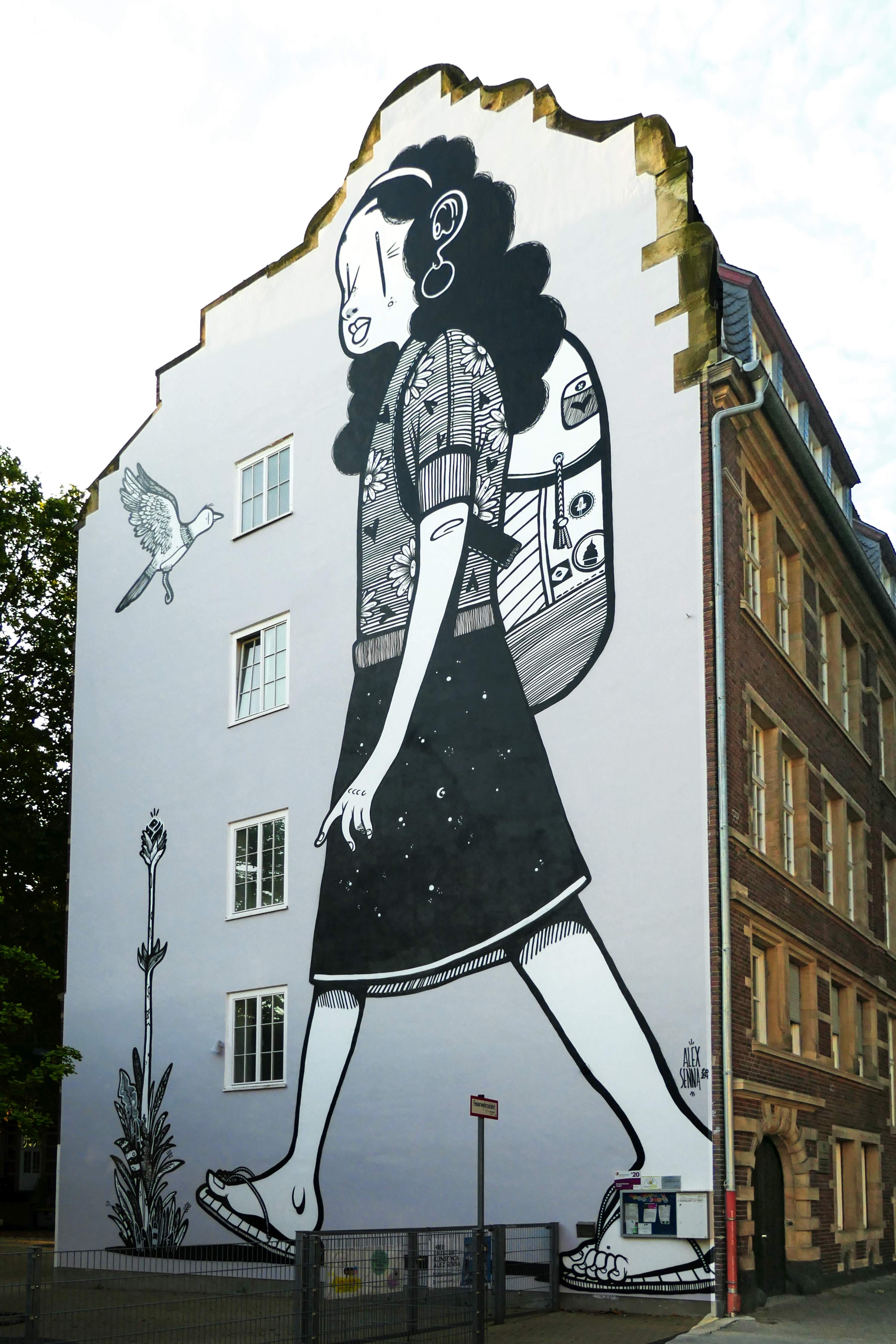
Supernova – Alex Senna
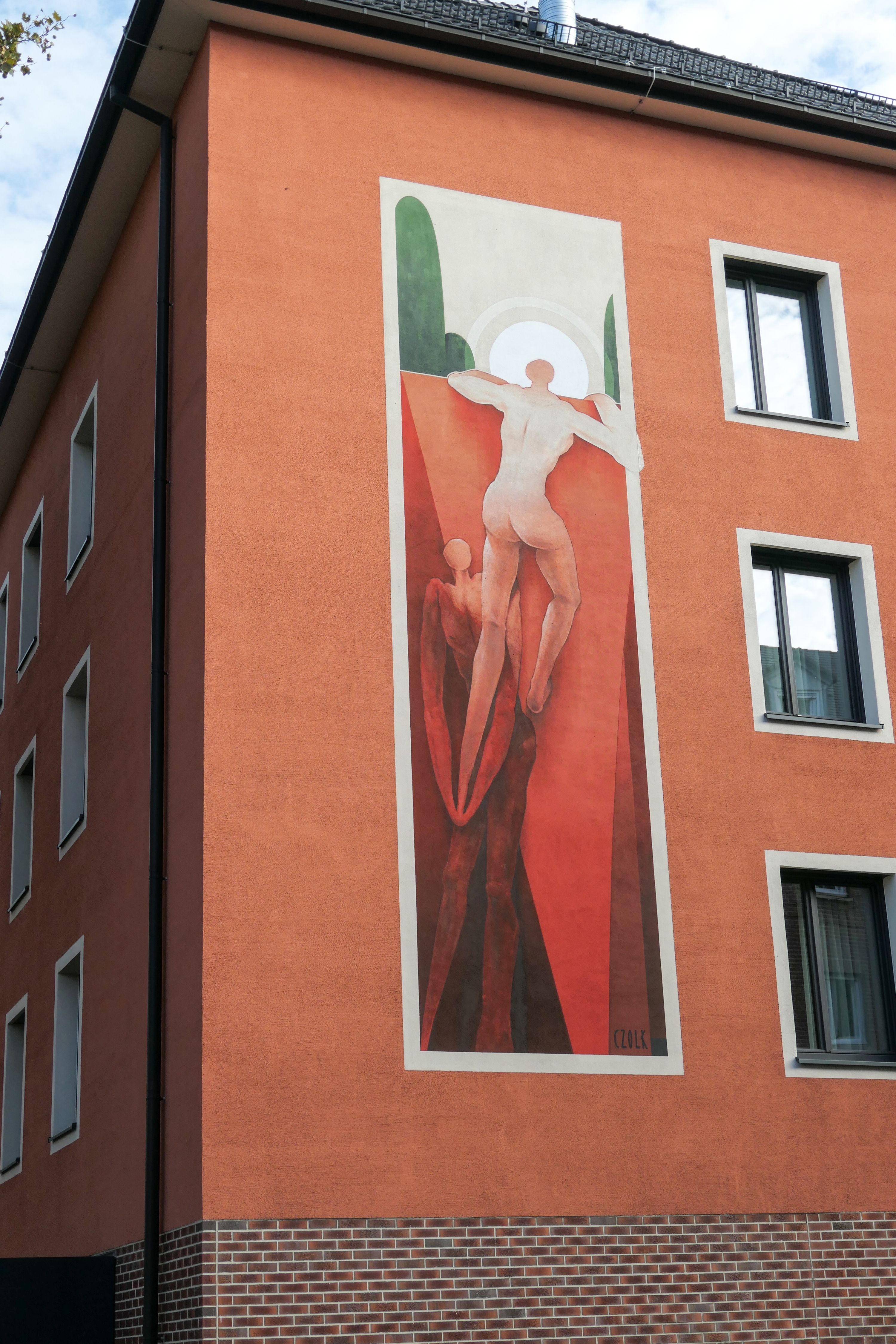
Räuberleiter – Yannik Czolk

## Nicht mehr erhalten

### Farbe für Franklin (2015)
Drei Werke unter dem Titel „Farbe für Franklin“ der Künstler Hombre & Boogie, Meiner und Sweetuno existieren nicht mehr. Sie waren auf den Giebelseiten von drei Wohnblocks nebeneinander im ehemaligen US-amerikanischen Wohngebiet „Benjamin Franklin Village“ dargestellt. Diese Gebäude wurden – wie geplant – 2016 im Rahmen der Umbaumaßnahmen auf der Konversionsfläche abgerissen.

### Freiheitstesterin – Mehrdad Zaeri und Christina Laube (2016)
Der in Isfahan im Iran geborene Buchillustrator und Performancekünstler Mehrdad Zaeri-Esfahani präsentierte mit dem unbunten Wandbild in B 6, 4, Mannheim-Innenstadt, zusammen mit seiner Frau Christina Laube seine erste großformatige Arbeit. Eine Frau steht auf einem Podest umgeben von Vögeln und beugt sich nach vorn, um die Freiheit zu testen. Das Bild wurde mit dem Abriss des Gebäudes Ende Juli 2018 zerstört.

### Old new world order – EGS (2018)
Als letztes Objekt des Projekts im Jahr 2018 gestaltete der finnische Künstler EGS aus Helsinki, der weltweites Ansehen genießt und schon in der Kunsthalle Helsinki (Taidehalli) ausstellte sowie für die finnische Post Briefmarken mit Graffiti-Motiven gestaltete, die vier Wände des Einraumhauses am Alten Messplatz. Auf schwarzem Untergrund waren Kontinente, Länder und Inseln stilisiert in unterschiedlichen Flächenmustern mit etwas abgedunkelten Farben dargestellt, teilweise deutlich abweichend von Positionen und Proportionen auf dem Globus. Damit wurde Bezug auf Veränderungen auf der Welt genommen mit unterschiedlichen Interpretationsmöglichkeiten durch die Betrachter. Das Wandbild entstand in Zusammenarbeit mit dem Finnland-Institut in Deutschland als Teil eines Kulturfestivals im November 2018. Die Wand ist seit Anfang 2019 wieder übermalt.

### Fenster zum Hof – CZOLK (2019)
Das Wandbild des Mannheimer Künstlers CZOLK am Gebäude in der Schanzenstraße 11-1, Mannheim-Jungbusch, an der Wand zur Seilerstraße, entstand 2019 und orientierte sich in pastellartigen Farbtönen an Gebäuden der Umgebung, u. a. der Liebfrauenkirche und der Yavuz-Sultan-Selim-Moschee. Dargestellt war eine Mutter, die an einem Sommerabend ihre Kinder zum Essen ins Haus ruft. Der Titel „Fenster zum Hof“ war angelehnt an ein Album des Hip-Hop-Duos Stieber Twins aus Heidelberg. Das Gebäude wurde – wie von Beginn an vorgesehen – Anfang November 2020 abgerissen. Damit verschwand auch das Wandbild.

Nicht mehr erhaltene Wandbilder
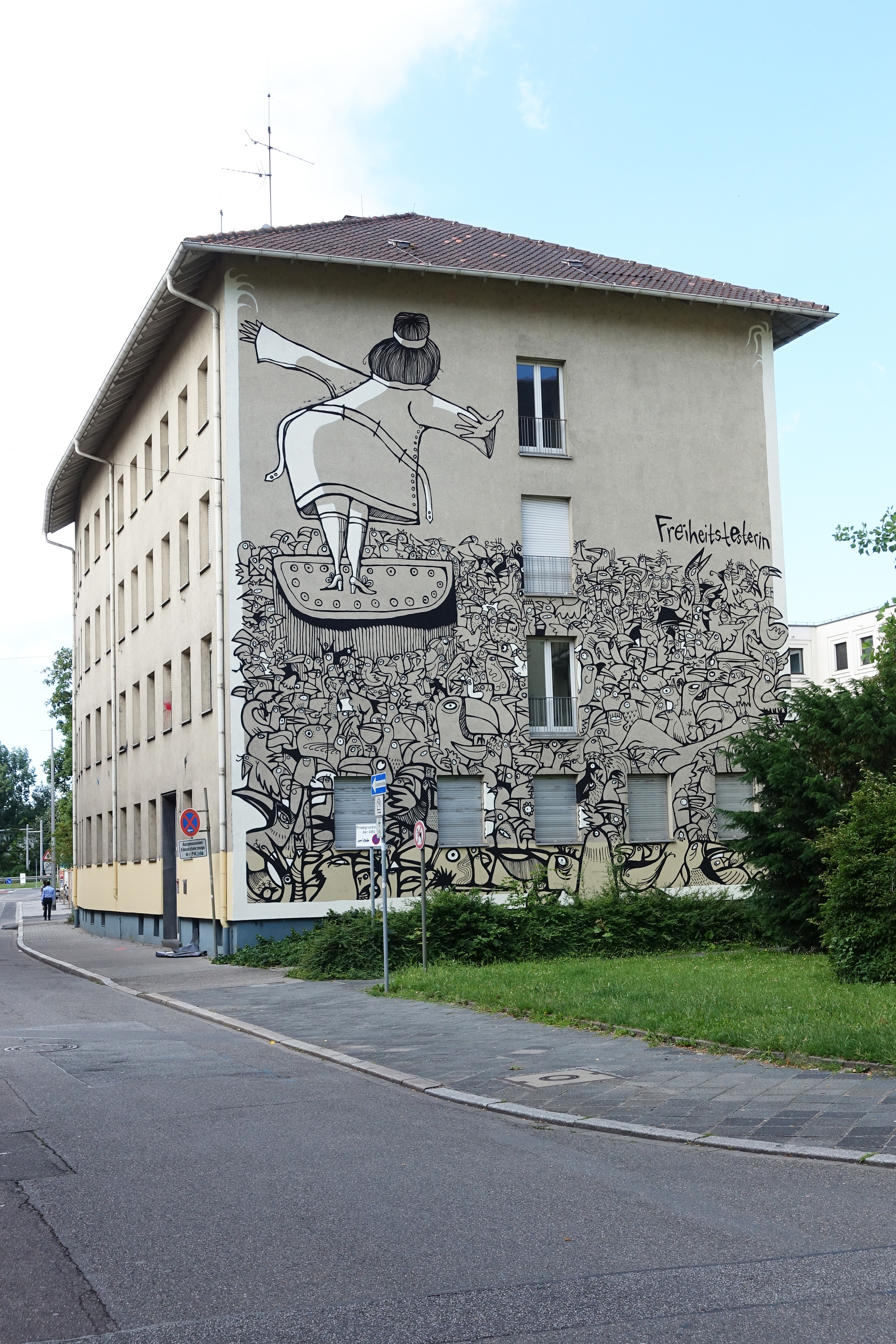
Freiheitstesterin – Mehrdad Zaeri und Christina Laube (2016)
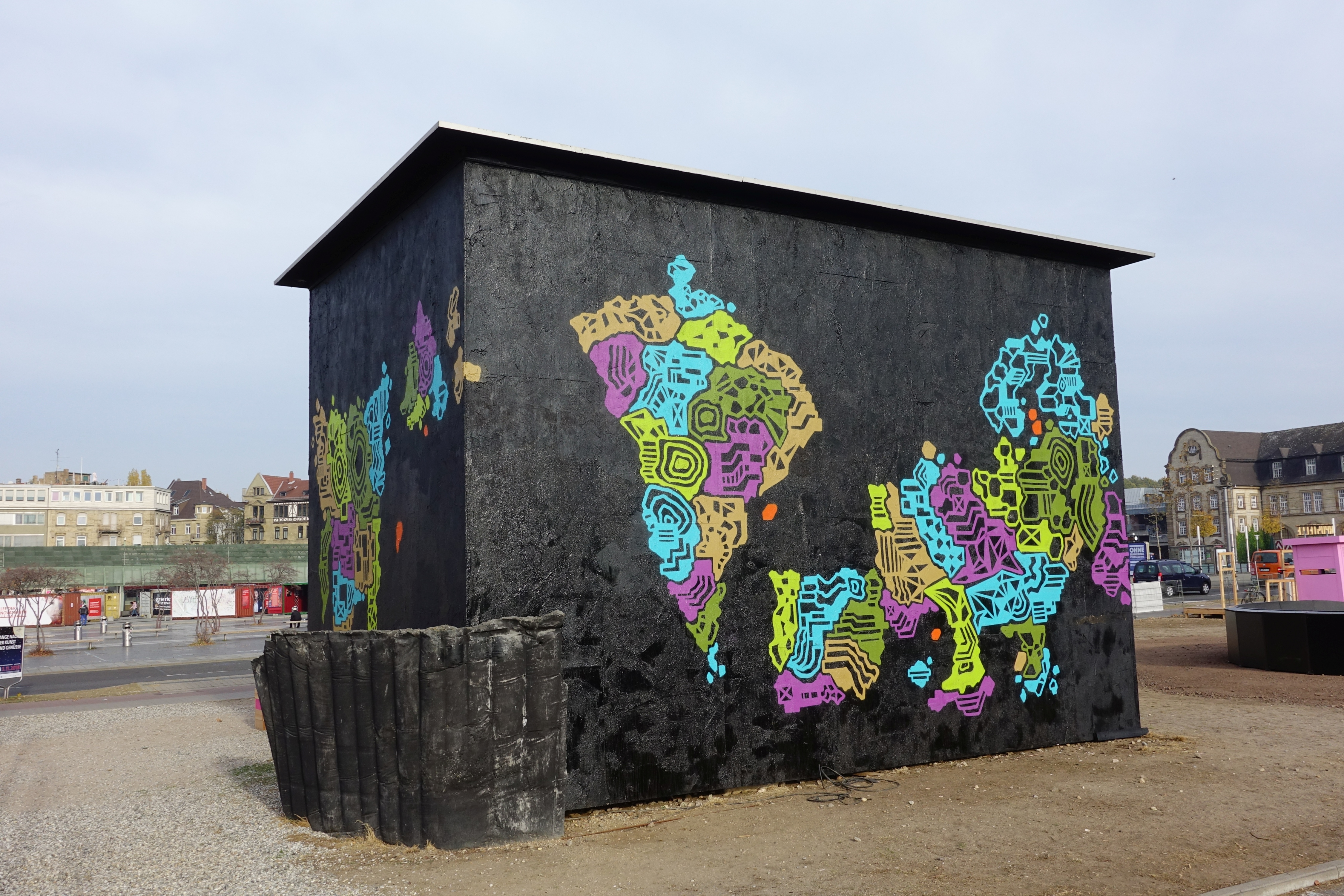
Old new world order – EGS (2018)
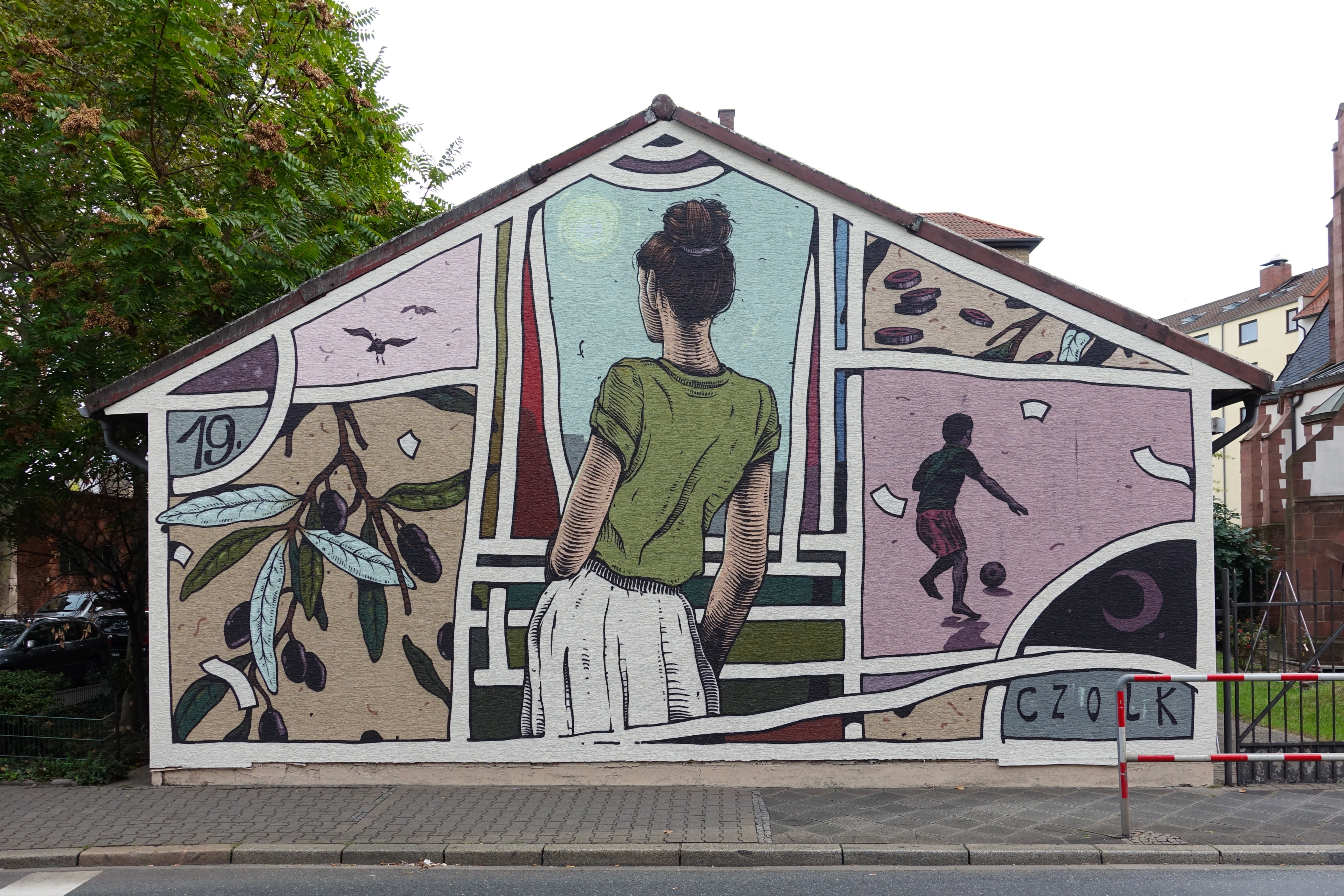
Fenster zum Hof – CZOLK (2019)

## Ausblick
Das Projekt wird fortgesetzt. Ziel ist es, aus ehemals grauen Mauern eine öffentliche Galerie zu formen und mit einer „Open Urban Art Gallery Mannheim“ das erste frei zugängliche Museum für Fassadenkunst in Baden-Württemberg zu errichten.

## Weitere Quellen
- Mannheimer Morgen, 19. August 2016, Seite 22, Galerie unter freiem Himmel
- Mannheimer Morgen, 26. August 2017, Seite 13, Wenn Hausfassaden Geschichten erzählen
- Mannheimer Morgen, 13. Juli 2018, Seite 13, Farbe zieht in die Neckarstadt-West